# Afrodite
Afrodite (em grego:  Αφροδίτη, transl.: Aphrodítē) é a deusa do amor, da beleza e da sexualidade na antiga religião grega. Responsável pela perpetuação da vida, prazer e alegria. Historicamente, seu culto na Grécia Antiga foi importado da Ásia, influenciado pelo culto de Astarte, na Fenícia, e de sua cognata, a deusa Ishtar dos acádios. Ambas eram deusas do amor, e seus atributos e rituais foram incorporados no culto grego a Afrodite. Na era romana, seria a vez de Afrodite ser a influência, dando origem à sua equivalente romana, a deusa Vênus.
Na mitologia grega, a versão mais famosa do seu nascimento contada por Hesíodo, ela nasceu quando Cronos cortou os órgãos genitais de Urano e arremessou-os no mar; da espuma (aphros) surgida ergueu-se Afrodite. No entanto para Homero, anterior a Hesíodo, ela era filha de Zeus e Dione. Durante o período de Platão, os gregos haviam solucionado este conflito afirmando que Afrodite tem dois aspectos diferentes, sem individualizar o culto: a primeira Afrodite Urânia, seria a Afrodite celeste, do amor divino. A filha de Zeus seria a Afrodite do amor comum, do povo, denominada Afrodite Pandemos de onde emanava o amor físico e desejos lascivos. 
Os principais mitos envolvendo a deusa são a saga da Guerra de Troia, onde ela protegeu a cidade de Troia e os amantes Helena e Páris; sua perseguição a mortais que a ofenderam, como Psiquê e Hipólito; as bênçãos dadas a fiéis como Pigmaleão para viverem com suas amadas; e seus diversos casos amorosos, como Ares e Adônis.
Afrodite recebeu vários epítetos, principalmente porque seus cultos variavam em cada cidade grega. Recebeu os nomes de Citere ou Citereia (Cytherea) e Cípria (Cypris) por dois locais onde seu culto era célebre na Antiguidade, Citera e Chipre - cada um deles alegando ser o local de nascimento da deusa. Afrodite ainda recebia muitos outros nomes locais, como Acidália e Cerigo, utilizadas em regiões específicas da Grécia. Mesmo com os cultos diferentes, os gregos reconheciam a semelhança geral entre todas como sendo a única Afrodite.
Afrodite, juntamente com Apolo, representa o ideal de beleza dos gregos antigos. Ela foi constantemente reproduzida nas Artes, da Antiguidade à Idade Contemporânea, dada a oportunidade dos artistas imaginarem uma beleza divina. Nos dias atuais, seu mito continua exercendo influência na cultura, e muitas vertentes do neopaganismo voltaram a lhe prestar culto.

## Etimologia
A pronúncia arcaica (homérica) do nome Aφροδίτη era aproximadamente [ˌapʰroˈdiːtɛː]. No grego koiné esta pronúncia se tornou [ˌafroˈdiːtɛː], passando posteriormente para [ˌafroˈditi] no grego bizantino, devido ao fenômeno do iotacismo (erro de escrita em manuscritos gregos). A etimologia do nome não é conhecida com segurança. Hesíodo o associou a aphrós (ἀφρός), “espuma”, interpretando-o como “erguida da espuma”. Esta origem, no entanto, foi classificada como etimologia popular por diversos autores, e diversas outras etimologias especulativas, muitas derivadas de idiomas não gregos, foram sugeridas por outros autores. O indo-europeísta Michael Janda considera genuína a conexão com “espuma”, identificando o mito de Afrodite se erguendo das águas após Cronos derrotar Urano como um mitema do período proto-indo-europeu. De acordo com esta interpretação, o nome seria derivado de aphrós “espuma” e déatai “(ela) parece, brilha” (infinitivo não atestado *déasthai), significando “aquela que brilha da espuma (do oceano)”, uma alcunha também atribuída à deusa da alvorada (Eos). K.T. Witczak também propuseram uma etimologia baseada na ligação com a deusa indo-europeia da alvorada, a partir de *abʰor- “muito”, e *dʰei- “brilhar”.
Diversas etimologias especulativas não gregas foram sugeridas por acadêmicos. A ligação com a religião fenícia alegada por Heródoto (I.105, 131) levou a tentativas inconclusivas de se derivar o Afrodite grego com um Aštoret semita, através de uma hipotética transmissão hitita. Outra etimologia semita compara o assírio barīrītu, nome de um demônio feminino encontrado em textos babilônicos médios e tardios. O nome provavelmente significaria “aquela que (vem) no alvorecer”, o que identificaria Afrodite em sua personificação como a estrela d'alva, um paralelo importante que ela partilha com a Ishtar mesopotâmica.
Outra etimologia não grega sugerida por M. Hammarström, aponta para o etrusco, comparando (e)prϑni “senhor”, uma denominação honorífica etrusca que passou para o grego na forma prítane (em grego: πρύτανις). Isto faria com que a origem do teônimo fosse uma expressão honorífica, “a senhora”. O linguista sueco Hjalmar Frisk, no entanto, rejeita esta etimologia, considerando-a «implausível». O Etymologicum magnum bizantino apresenta uma pseudo-etimologia medieval que explicaria o nome Aphrodite como derivado do composto habrodiaitos (ἁβροδίαιτος) “aquela que vive delicadamente”,  de habrós (ἁβρός)  + díaita (δίαιτα), explicando a alternância entre b e ph como uma característica «familiar» do grego, «obviamente derivada dos macedônios».

## História

### Origens - Uma deusa importada

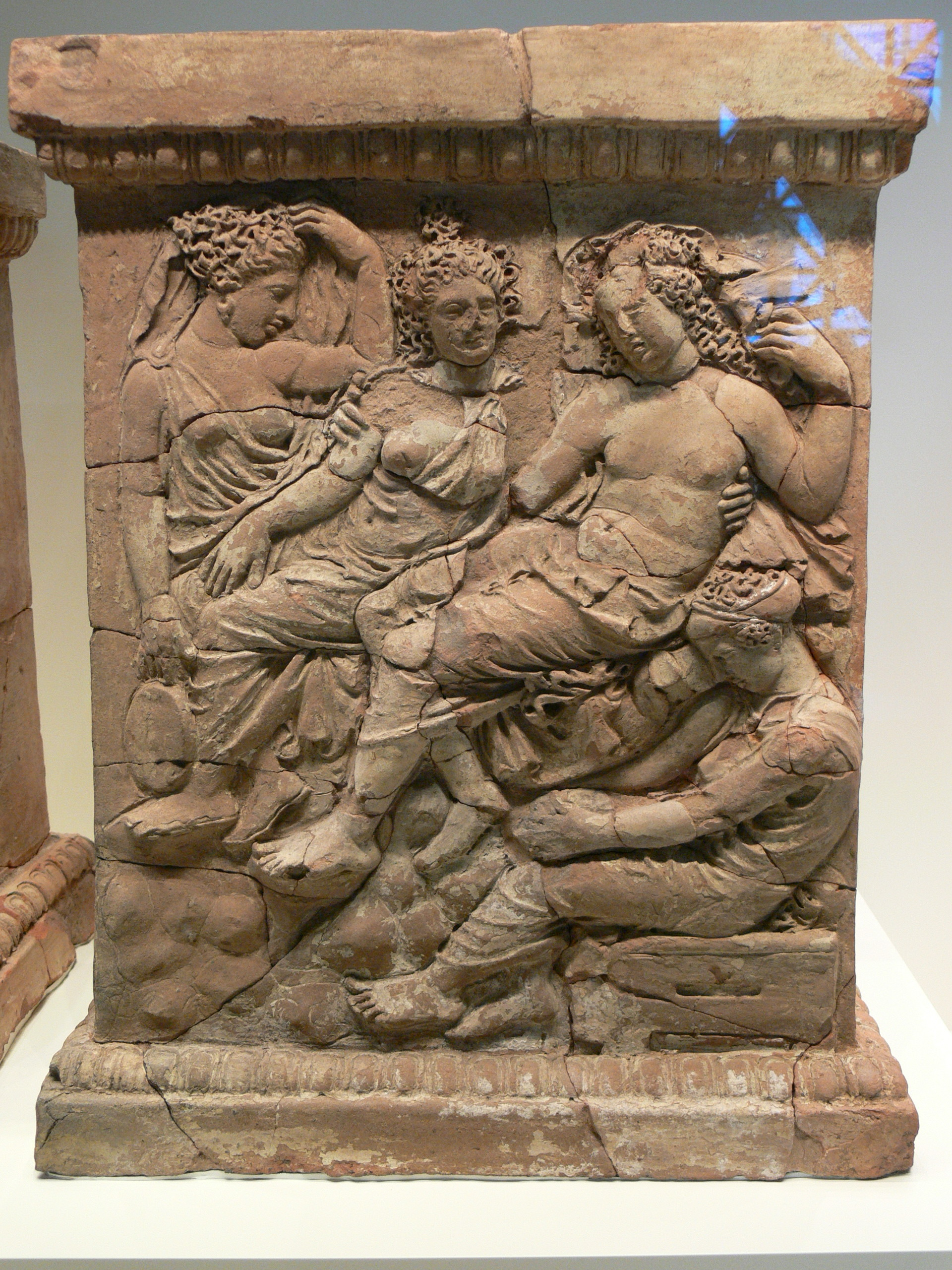
Um dos pares de altares dedicados a Afrodite e Adônis, feitos em Taras, sul da Itália, 400-. A cena, que representa a reunião anual de Afrodite e Adônis, mostra o casal se abraçando, e conta com duas mulheres

Afrodite é uma deusa tão velha quanto o tempo, pertencendo a uma linhagem de deusas femininas que representavam a fertilidade na Antiguidade. O culto de Afrodite foi provavelmente baseado no culto de Astarte da Fenícia, que era venerada em todo o Oriente Médio como soberana do mundo. Entretanto, como o sincretismo religioso era muito forte naquela época, não se sabe com exatidão qual a origem das deusas. Por exemplo, no Império Babilônico, Astarte foi relacionada à deusa Ishtar. Ela também seria associada com a deusa síria Atargatis e com a deusa do amor suméria, Inanna. Segundo Pausânias, os assírios foram a primeira civilização a fundar um culto de Afrodite, tese que faz sentido, tendo em vista uma pesquisa que revela a influência mesopotâmica sobre a sociedade e mitologia grega, antes de 700 a.C.. O culto de Afrodite na Grécia provavelmente foi introduzido da Síria para as ilhas de Chipre, Citera, Corinto e outras, de onde se espalhou por toda a região grega. Então, a deusa do amor teria "nascido" no Mediterrâneo, local em que as deusas mencionadas foram adoradas. Afrodite também é bastante semelhante à deusa Hator do Egito, que era vista como Afrodite pelos gregos. Vê-se que Astarte, Ishtar, Inanna, Hator e Afrodite eram deusas de atributos comuns, que geralmente eram vistas como uma só deusa, sendo difícil determinar com precisão quem influenciou quem, embora os historiadores concordem que o culto de Afrodite é de origem oriental. No Império Romano, outro sincretismo ocorreria e Afrodite seria transformada em Vênus.
Apesar dos esforços dos mitógrafos no sentido de “helenizar“ Afrodite, esta sempre traiu sua procedência asiática. Já na Ilíada isso é bem perceptível. Sua proteção e predileção pelos troianos que vivem na Ásia Menor e particularmente por Eneias, fruto de seus amores com Anquises, denotam sua origem não grega. No Hino Homérico a Afrodite, o caráter asiático da deusa ainda é mais claro: apaixonada pelo herói troiano Anquises, avança em direção a Troia, com o nome Ida (que daria nome ao monte Ida), acompanhada de ursos, leões e panteras. Sua hierofania voluptuosa transforma até os animais que se recolhem à sombra dos vales, para se unirem no amor que transborda de Afrodite. Essa marcha amorosa da deusa seguida por animais em direção a Ílion (Troia) mostra nitidamente que ela é uma Grande Mãe semelhante a Astarte, que era representada escoltada por animais.
Seu amante Adônis nos leva igualmente à Ásia, uma vez que Adônis é mera transposição do babilônico Tamuz, o favorito de Istar-Astarté, de que os gregos modelaram sua Afrodite. Como se pode observar, desde suas características e mitos mais importantes, Afrodite nos aponta para a Ásia. A helenização a transformou de Grande Mãe a um dos onze deuses submetidos a Zeus e com papel reduzido às paixões humanas. Porém, quando é esculpida e pintada com seus golfinhos, o bode, o ganso, o cisne e a pomba, pode-se vislumbrar claramente sua antiga linhagem. Desta maneira a deusa, bem como suas antepassadas, é um símbolo das forças irrefreáveis da fecundidade, não propriamente em seus frutos, mas em função do desejo ardente que essas mesmas forças irresistíveis ateiam nas entranhas de todas as criaturas. Eis o motivo por que a deusa é frequentemente representada escoltada por animais ferozes.

### Atributos e epítetos
| “ | Foi ela que deu o germe das plantas e das árvores, foi ela que reuniu nos laços da sociedade os primeiros homens, espíritos ferozes e bárbaros, foi ela que ensinou a cada ser a unir-se a uma companheira. Foi ela que nos proporcionou as inúmeras espécies de aves e a multiplicação dos rebanhos. O carneiro furioso luta, às chifradas, com o carneiro. Mas teme ferir a ovelha. O touro cujos longos mugidos faziam ecoar os vales e os bosques abandona a ferocidade, quando vê a novilha. O mesmo poder sustenta tudo quanto vive sob os amplos mares e povoa as águas de peixes sem conta. Vênus foi a primeira em despojar os homens do aspecto feroz que lhes era peculiar. Dela foi que nos vieram o atavio e o cuidado do próprio corpo. | ” |

A citação de Ovídio mostra que Afrodite era vista como a responsável pela perpetuação da vida, abrangendo toda a Natureza. De acordo com os pontos de vista cosmogênicos da natureza de Afrodite, ela era a personificação dos poderes generativos da natureza e mãe de todos os seres vivos. Um traço dessa noção parece estar contido na tradição no concurso de Tifão com os deuses, onde Afrodite metamorfoseou-se em um peixe, animal que foi considerado possuindo as maiores potências geradoras. Mas de acordo com a crença popular dos gregos e suas descrições poéticas, ela era a deusa do amor, que colocou a paixão nos corações dos deuses e dos homens, e por este poder reinou sobre toda a criação viva.
É de notar que por Afrodite ter sido considerada nascendo do mar, ela foi venerada desde tempos remotos como deusa do mar e da navegação. No entanto, ela não é uma divindade marinha no sentido em que o são Posídon e outros senhores do mar. A mesma majestade com que ela enche toda a natureza fez do mar o local de sua aparição. Seu advento aplaina as ondas e faz a superfície das águas fulgir como uma joia. Ela é o divino encanto do mar calmo e da feliz travessia, assim como é o encanto da natureza florescente. Ela é denominada “deusa do mar sereno” e faz com que os navios cheguem em boa hora ao porto; por isso ela foi chamada de “deusa da boa viagem”, Euploia, “que assegura a navegação propícia”, Acraia (Akraía), “deusa dos promontórios” (porque lhe dedicavam templos em locais que são bem visíveis do mar), Pôntia (Pontía) e Equórea, isto é, “marítima”, e Nauarca (Nauarkhís), “senhora das naus”.
Como deusa da beleza, ela representava a beleza feminina ideal no imaginário grego, sendo considerada a mais bela das mulheres – não de modo virginal, como Ártemis, tampouco toda decoro, como as deusas casadas e da maternidade, antes plena de uma pura beleza e graça feminina, rodeada pelo úmido brilho do prazer, eternamente moça, livre e feliz, tal como nasceu do mar imenso. Desde Homero, os poetas a chamam de “dourada” e lhe descrevem como a deusa “amiga dos sorrisos” ("filomeida"; philommeidés), ou “de doce sorriso” ("glicimelicos"; glykymeílikhos). Helena a reconhece pela encantadora beleza do colo e dos seios e pelo brilho dos olhos. As cárites, assim como as horas, que representam amáveis e benfazejos espíritos do crescimento, são suas servidoras e companheiras. Dançam com ela, banham-na, ungem-na e tecem-lhe as vestes. O nome das cárites significa “graça e sedução”, que são justamente os dons com que Afrodite brinda Pandora, a primeira mulher.
A beleza de Afrodite frequentemente inspirava os talentos e gênio dos antigos artistas, que rivalizavam para produzir a beleza ideal. As obras da Antiguidade que ainda existem são divididas pelos arqueólogos em várias classes, de acordo com a representação da deusa na posição de pé e nua, ou tomando banho, ou seminua, ou vestida com uma túnica, como ela foi representada nos templos de Citera, Esparta e Corinto.
A pureza dos sentimentos era muito preservada pelos gregos. O amor tinha que ser honroso, e Afrodite garantia a nobreza dos sentimentos. Esse pensamento parece estar contido em mitos como o de Anaxarete e Narciso: várias jovens se apaixonaram por Narciso mas ele as menosprezava. As garotas, revoltadas, pediram vingança a Afrodite, que o fez se apaixonar pelo próprio reflexo. Porém, com a evolução do mito, ela passou a simbolizar não apenas o amor puro, mas o amor passional, a paixão desenfreada e nociva, a loucura dos sentimentos. Isso fica evidente no mito de seu adultério com Ares. A lenda traz uma grande simbologia, o amor e a guerra juntos em um idílio; a paixão e o ódio; a beleza e a rudeza; Afrodite e Ares tornaram-se amantes fervorosos e inseparáveis, fazendo a deusa receber o epíteto de Areia e ser feita uma deusa da guerra em Esparta.
Por outro lado, ela distingue-se muito claramente de Eros, que o mito atribui-lhe como filho. Eros representa o espírito divino do desejo de procriar e do ato amoroso. Mas o mundo de Afrodite, como magistralmente captou Walter Otto, "é de outra ordem, muito mais amplo e rico. Neste mundo, a ideia da essência e do poder divino não emana, como no caso de Eros do sujeito desejante, e sim do amado. Afrodite não é a amante, ela é a beleza e a graça risonha, que fascina. Nesse caso, o que vem primeiro não é o impulso de possuir, mas sim o encanto da aparência que leva de forma irresistível à união. O segredo da completude e unidade do mundo de Afrodite reside em que na atração não atua um poder demoníaco em virtude do qual um ser insensível agarra sua presa. O atraente quer entregar-se, o amável se inclina para aquele que sensibilizou com lânguida franqueza, que o torna ainda mais irresistível".

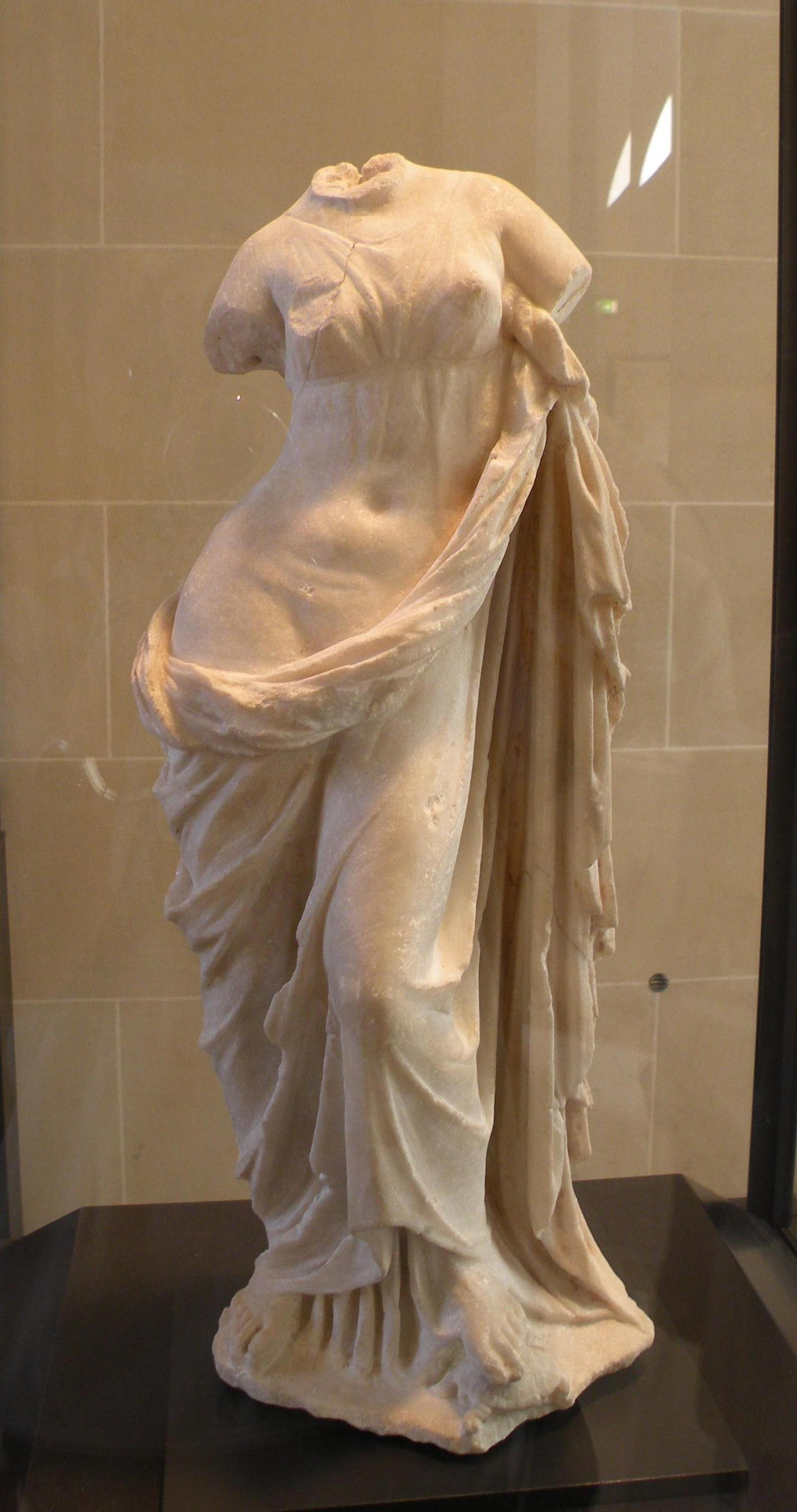
Afrodite em cima de uma tartaruga, representação comum de Afrodite Urânia. Mármore do, Louvre

#### Afrodite Urânia e Afrodite Pandemos
No final do século V a.C., os filósofos passaram a considerar Afrodite como duas deusas distintas, não individualizando seu culto: Afrodite Urânia, nascida da espuma do mar após Cronos castrar seu pai Urano, e Afrodite Pandemos (ou Pandemia), a Afrodite comum "de todos os povos", nascida de Zeus e Dione.
Entre os neoplatônicos e, eventualmente, seus intérpretes cristãos, a Afrodite Urânia é vista como uma Afrodite celeste, representando o amor de corpo e alma, enquanto a Afrodite Pandemos está associada com o amor puramente físico. A representação da Afrodite Urânia, com um pé descansando sobre uma tartaruga, mais tarde foi tida como a descrição emblemática do amor conjugal; a imagem é creditada a Fídias, em uma escultura criselefantina feita para Elis, numa única citação de Pausânias.
Assim, de acordo com o personagem Pausânias no Banquete de Platão, Afrodite são duas deusas, uma mais velha a outra mais jovem. A mais velha, Urânia, é a "celeste" e inspira o amor/Eros homossexual masculino (e, mais especificamente, os efebos); a jovem é chamada Pandemos e dela emana todo o amor às mulheres. Pandemos é a Afrodite comum.

Representando muitas visões do amor e tendo adoradores tão diversos de moças virgens a prostitutas, muitos cultos diferentes e epítetos foram dados à deusa na Grécia:
| Nome em grego | Transliteração | Nome em latim | Transcrição | Significado                      |
| ------------- | -------------- | ------------- | ----------- | -------------------------------- |
| Ουρανια       | Ourania        | Urania        | Urânia      | Celestial (Amor), Divino (Amor)  |
| Πανδημος      | Pandêmos       | Pandemos      | Pandemo     | Amor Comum a Todas as Pessoas    |
| Μαχανιτις     | Makhanitis     | Machanitis    | Maquanita   | Criadora, Encenadora             |
| Επιστροφια    | Epistrophia    | Epistrofia    | Epistrofia  | A que faz o Amor Acontecer       |
| Αποστροφια    | Apostrophia    | Apostrofia    | Apostrofia  | A que Averte (prazeres ilícitos) |
| Κατασκοπια    | Kataskopia     | Catascopia    | Catascopia  | Observadora                      |
| Ψιθυριστης    | Psithyristês   | Psithyristes  | Psitiristes | Soprando                         |
| Πράξις        | Práxis         | Praxis        | Práxis      | Sexo                             |
| Μελαινις      | Melainis       | Melaenis      | Melenes     | Escuridão da Noite               |
| Συμμαχια      | Symmakhia      | Symmachia     | Simaquia    | No Amor                          |
| Απατουρος     | Apatouros      | Apaturus      | Apaturo     | Enganosa                         |
| Νυμφια        | Nymphia        | Nymphia       | Nínfia      | Noiva                            |
| Μιγωντις      | Migôntis       | Migontis      | Migontes    | União Matrimonial                |
| Δωριτις       | Dôritis        | Doritis       | Dorites     | Generosa, Abundante              |
| Ἡρη           | Hêrê           | Hera          | Hera        | de Hera (do Casamento)           |
| Μορφω         | Morphô         | Morpho        | Morfo       | Formosa                          |
| Αμβολογηερα   | Ambologêra     | Ambologera    | Ambológera  | Herança da Velha Era             |
| Νικηφορος     | Nikêphoros     | Nicephorus    | Nicéforo    | Portadora da Vitória             |
| Αρεια         | Areia          | Area          | Areia       | de Ares                          |
| Ὡπλισμενη     | Hôplismenê     | Hoplismena    | Hoplismena  | Armada                           |
| Ευπλοια       | Euploia        | Euploea       | Euploia     | Boa viagem                       |
| Ποντια        | Pontia         | Pontia        | Pôntia      | do Mar                           |
| Λιμενια       | Limenia        | Limenia       | Limênia     | do Porto                         |
| Ξενια         | Xenia          | Xenia         | Xênia       | A Estrangeira                    |
| Ακραια        | Akraia         | Acraea        | Acraia      | Das Alturas, dos Céus            |
| Κηποις        | Kêpois         | Cepoïs        | Cepoes      | dos Jardins                      |
| Αναδυομενη    | Anadyomenê     | Anadyomene    | Anadiômene  | Erguida do Mar                   |

### Epítetos de cultos locais
| Nome em grego | Transliteração | Nome em latim | Transcrição | Significado               |
| ------------- | -------------- | ------------- | ----------- | ------------------------- |
| Κυπρια        | Kypria         | Cypria        | Cípria      | de Chipre                 |
| Παφια         | Paphia         | Pafia         | Páfia       | de Pafos (Ilha de Chipre) |
| Συρια         | Syria          | Syria         | Síria       | da Síria                  |
| Ερυκινη       | Erykina        | Ericina       | Ericina     | Monte Érix, Sicília       |
| Κυθερεια      | Cythereia      | Cytherea      | Citereia    | de Cítera (Ilhas Jónicas) |
| Κωλιας        | Kôlias         | Colias        | Cólias      | Cólias, na Ática          |
| Κνιδια        | Knidia         | Cnidia        | Cnídia      | Cnido na Cária            |
| Καστινιη      | Kastiniê       | Castinia      | Castínia    | Mt. Cástio na Panfília    |
| Πυρηναια      | Pyrênaia       | Pyrenaea      | Pireneia    | Pirenéus na Gália         |

### Vênus

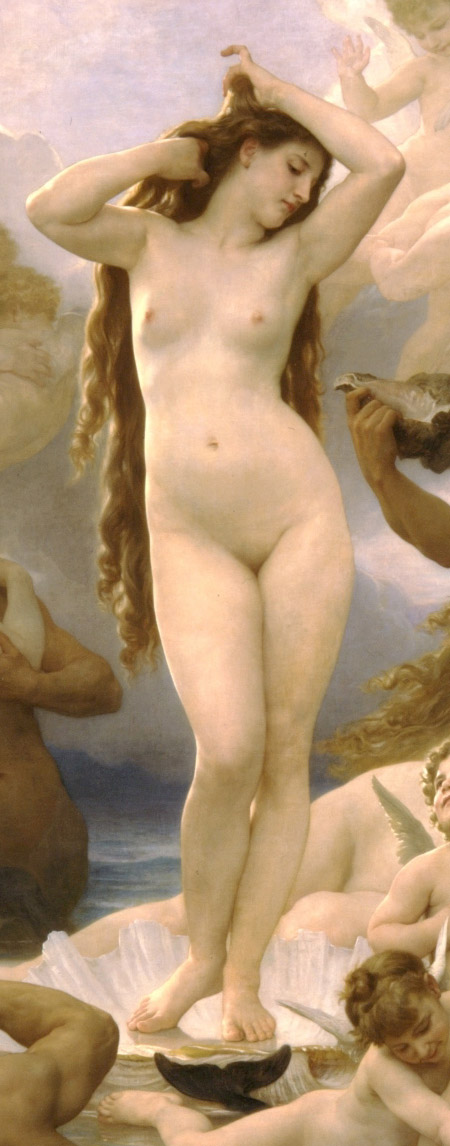
Nascimento de Vênus,
de William-Adolphe Bouguereau (1879), no Museu de Orsay

No período helenístico, a cultura grega dominou a Macedônia, a Síria e o Egito. Assim, há uma predominância das artes e ciências gregas no mundo ocidental. Mais tarde, com a expansão de Roma, cada um dos reinos daqueles territórios foi absorvido pela nova potência romana. Antes disso, porém, os próprios romanos adotaram traços da cultura grega, e mais tarde do helenismo, daí a cultura grega ser depois perpetuada pelo Império Romano. Os romanos apropriaram Afrodite para si durante a conquista das cidades gregas do sul da Itália peninsular, como Pesto, e, em seguida, na Sicília, onde a deusa foi venerada em Siracusa. Vênus pode ter sido a deusa sucessora de uma divindade etrusca em um ponto muito cedo na história romana. No entanto, o conceito romano de Vênus e seus mitos são baseados nas obras literárias da mitologia grega em relação a Afrodite. Vênus é um substantivo latino que significa amor sexual ou desejo sexual.
Foram os romanos que fizeram da divindade também uma deusa militar, além da beleza, do amor, da fertilidade e da sedução. Na mitologia romana, ela é a mãe divina de Eneias, o ancestral do fundador de Roma, Rômulo. Em Roma, ela era venerada em um templo no Capitólio. Júlio César foi um dos imperadores que adotou Vênus como sua protetora. Seu mês sagrado era abril, porque era quando as flores abriam ou floresciam. O Venerália, sua festa, começou no dia primeiro de abril, e murta e rosas eram suas flores sagradas.
O monte Érix, na Sicília, foi um local de importante culto a Vênus no período romano. Pompeia também foi um importante local de culto a Vênus nesse período, sendo seu nome oficial Colônia Cornélia Venéria dos Pompeanos (Colonia Cornelia Veneria Pompeianorum), indicando a importância de Vênus como guardiã da cidade.

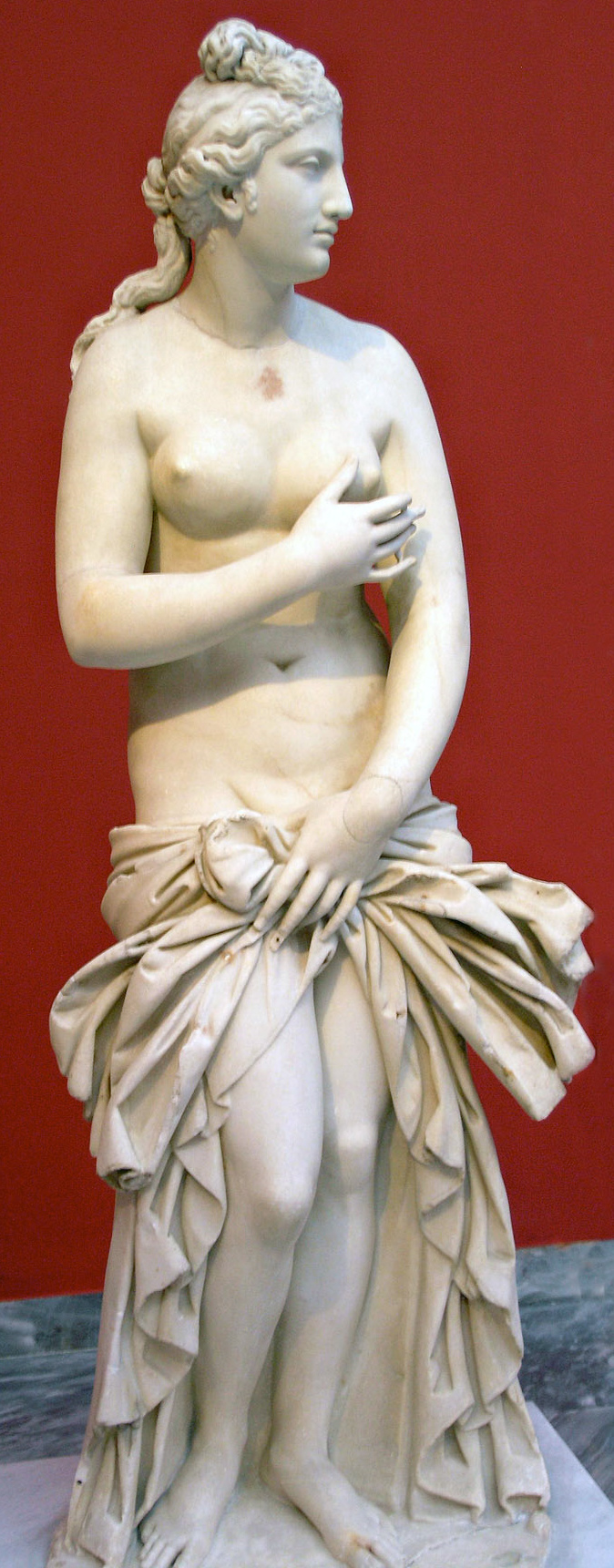
Afrodite de Siracusa, estátua do século II AC

Um culto romano a Vênus foi estabelecido em Cartago, durante os estágios iniciais da Segunda Guerra Púnica entre Roma e Cartago. Após a derrota terrível dos romanos na Batalha do Lago Trasimeno, o oráculo sibilino sugeriu que a estátua Ericina (Vênus) que estava em Erice, ainda em território cartaginês, fosse tomada de modo a persuadir Erice a mudar sua lealdade de Cartago para Roma. Em 217 a.C., os romanos tomaram Erice e com a cidade capturaram uma imagem da bela deusa. Como vimos anteriormente no mito da fundação de Roma, Vênus era uma protetora divina de seu filho Eneias, por isso a chegada da estátua pode ter sido interpretada uma espécie de regresso a casa. Na Eneida, Vênus leva Eneias ao Lácio em sua forma celeste, como a estrela da manhã mais proeminente, brilhando diante dele no céu amanhecer.
Sexta-feira, que em italiano é venerdì, é o dia da semana consagrado a Vênus. Venerdì nos vem do latim Morre Veneris. Vênus também passou a ser identificada com a deusa germânica Freia (Friijo), portanto, sexta-feira (Friday) em inglês.

## Mitologia

### Nascimento

O Nascimento de Vênus,
de Sandro Botticelli, c. 1485, na Galleria degli Uffizi

Afrodite, segundo algumas versões de seu mito, teria nascido perto de Pafos, na ilha de Chipre, motivo pelo qual ela é chamada de "Cípria", especialmente nas obras poéticas de Safo. Seu principal centro de culto era exatamente em Pafos, onde haviam sido cultuadas desde o início da Idade do Ferro as deusas Ishtar e Astarte. Outras versões do mito, no entanto, afirmam que a deusa teria nascido próximo à ilha de Citera. A ilha era um entreposto comercial e cultural entre Creta e o Peloponeso, portanto estas histórias podem ter preservado traços da migração do culto de Afrodite do Levante até a Grécia continental.
Na versão mais famosa do seu nascimento narrada por Hesíodo, ela teria surgido através de uma castração: Cronos teria cortado os órgãos genitais de seu pai Urano e os arremessado para dentro no mar. A espuma surgida da queda dos genitais na água, que alguns autores identificaram como sendo esperma, teriam fecundado Tálassa, personificação do mar, e dessa espuma originou-se Afrodite e outros seres como as Meliádes e Erínias. Nas palavras de Hesíodo, "o pênis (...) aí muito boiou na planície, ao redor branca espuma da imortal carne ejaculava-se, dela uma virgem criou-se." Esta virgem se tornou Afrodite, flutuando até as margens sobre uma concha de vieira. Esta imagem, de uma "Vênus erguendo-se das águas do mar" (Vênus Anadiômene), já totalmente madura, foi uma das representações mais icônicas de Afrodite, celebrizada por uma pintura muito admirada de Apeles, já perdida, porém descrita na História Natural de Plínio, o Velho.
A versão mais antiga do nascimento de Afrodite, narrada por Homero e outros autores, ela seria filha de Zeus e Dione, a deusa das ninfas cujo oráculo situava-se em Dodona. A própria Afrodite é por vezes referida como "Dione", que parece ter sido uma forma feminina de "Dios", o genitivo de Zeus em grego, e poderia apenas significar "a deusa", de maneira genérica. A própria Afrodite seria então uma equivalente de Reia, a mãe-terra, e que Homero teria deslocado para o Olimpo. Alguns estudiosos levantaram a hipótese de um panteão proto-indo-europeu, no qual a principal divindade masculina (Di-) representaria o céu e o trovão, e a principal divindade feminina (forma feminina de Di-) representaria a terra, ou o solo fértil. Depois que o culto a Zeus tomou o lugar do oráculo situado no bosque de carvalhos em Dodona, alguns poetas o teriam transformado em pai de Afrodite.

### Personalidade
Afrodite nunca foi criança, sendo constantemente retratada nascendo já adulta, nua e bela. Nos mitos, é normalmente apresentada como vaidosa, sedutora, charmosa, uma amante fervorosa que, quando amava, o fazia incondicionalmente. No Hino Homérico de número 6 dedicado a Afrodite, narra que em todo lugar que a deusa pisa com seus pés delicados as flores nascem. Homero também relata uma Afrodite bastante maternal, chegando a se sacrificar pelo seu filho Eneias, entrando em combate para protegê-lo. Em mitos posteriores, ela passou a ser retratada como temperamental e facilmente ofendida, vingando-se e punindo mortais como Psiquê. Embora seja casada, Afrodite é uma das poucas deusas do panteão que é frequentemente infiel ao marido.

### Casamento com Hefesto

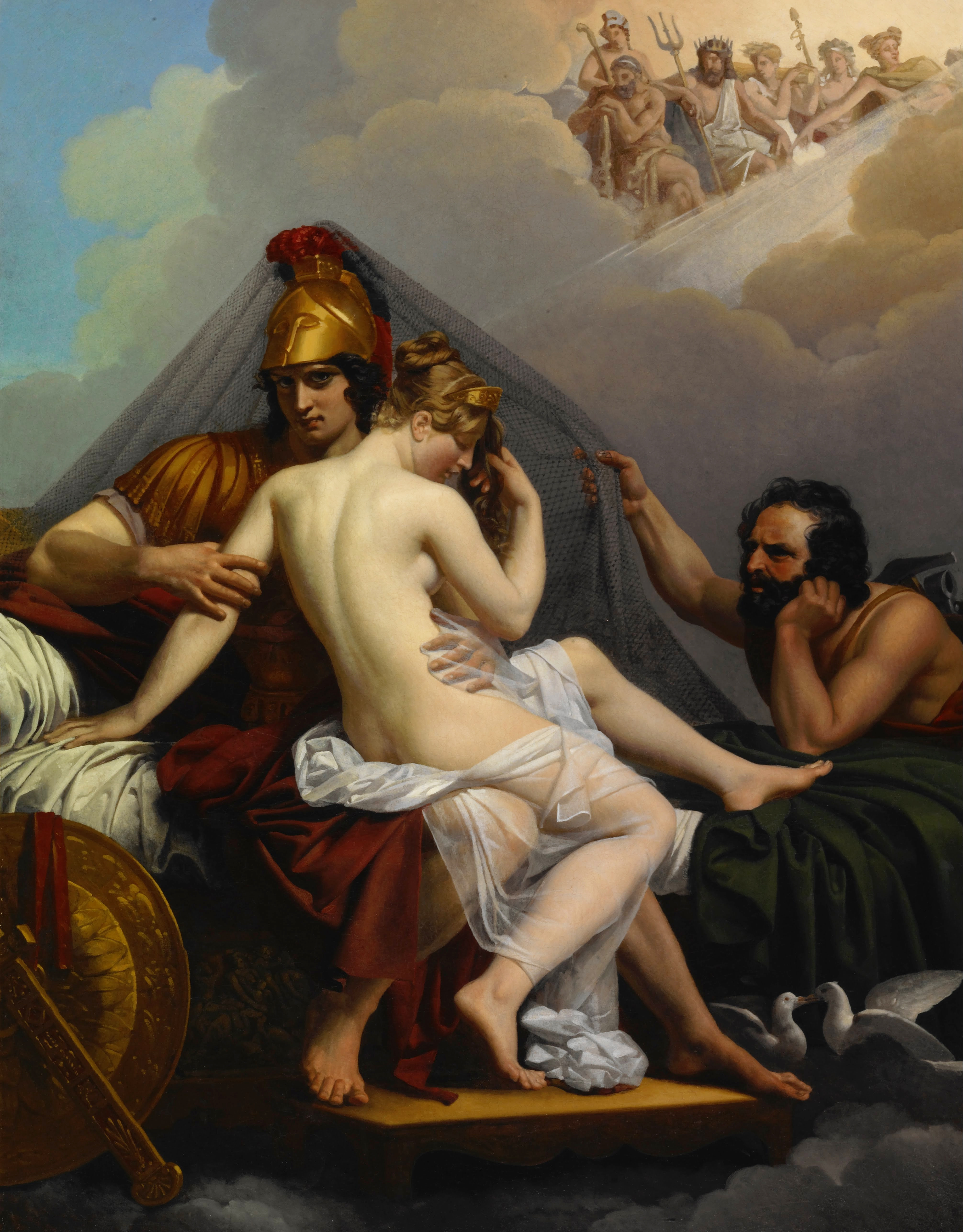
Afrodite e Ares supreendidos por Hefesto, de Alexandre Charles Guillemot, no Museu de Arte de Indianápolis

De acordo com uma versão da história de Afrodite, por causa de sua imensa beleza, Zeus teme que os outros deuses passassem a brigar uns com os outros por causa dela. Para evitar isso, ele a obriga a casar-se com Hefesto, o deus ferreiro, sem senso de humor e feio. Em outra versão da história, Afrodite se casa com Hefesto depois que sua mãe, Hera, lança-o do Olimpo, considerando-o muito feio e deformado para habitar com os deuses. Ele se vinga prendendo a mãe num trono mágico que construiu. Em troca de sua libertação, ele pede para ser-lhe dada a mão de Afrodite em casamento.
Hefesto fica feliz por ser casado com a deusa da beleza e forja para ela belas joias, incluindo o cestus, um cinto de ouro que faz dela ainda mais irresistível para os homens. O descontentamento de Afrodite com seu casamento arranjado faz com que busque outras companhias masculinas, na maioria das vezes Ares.
No conto cantado pelo bardo na sala de Alcino, o deus do sol Hélio uma vez espiou Ares e Afrodite amando um ao outro secretamente na sala de Hefesto, e ele prontamente informou o incidente ao cônjuge olímpico de Afrodite. Hefesto conseguiu pegar o casal em flagrante e para tanto ele fez uma rede especial, fina e resistente como o diamante para pegar os amantes ilícitos. No momento apropriado, esta rede foi jogada e encurralou Ares e Afrodite em um abraço apaixonado. Mas Hefesto ainda não estava satisfeito com a sua vingança — ele convidou os deuses e deusas do Olimpo para ver o casal infeliz. Alguns comentaram a beleza de Afrodite, outros opinaram em trocar de lugar ansiosamente com Ares, mas todos zombaram e riram dos dois. Uma vez que o casal foi solto, Ares, embaraçado, fugiu para a sua pátria, Trácia, e Afrodite, envergonhada, fugiu para Chipre.

#### Divórcio
A história de Homero na Odisseia sobre o adultério de Afrodite parece ter terminado com seu divórcio de Hefesto. De fato, na época da Guerra de Troia, Homero descreve a deusa como consorte de Ares, e a esposa de Hefesto sendo Aglaia. Hefesto não teria aceitado a traição da deusa com Ares pacificamente e alguns mitos relatam o deus perseguindo a filha de Afrodite e Ares, Harmonia, que teria sido gerada ainda quando Hefesto e Afrodite eram casados. Hefesto amaldiçoou Harmonia e seus descendentes presenteando-a com um colar amaldiçoado no dia de seu casamento. Harmonia só conseguiu viver em paz com seu marido, Cadmos, depois que os deuses a levaram para viver numa ilha isolada. Nas histórias que relatam Afrodite como consorte de Ares, Harmonia foi a única filha nascida durante o casamento de Afrodite e Hefesto. Os outros, Eros (ou Anteros), Deimos e Fobos parecem ter nascido depois.

### O Julgamento de Páris e a Guerra de Troia

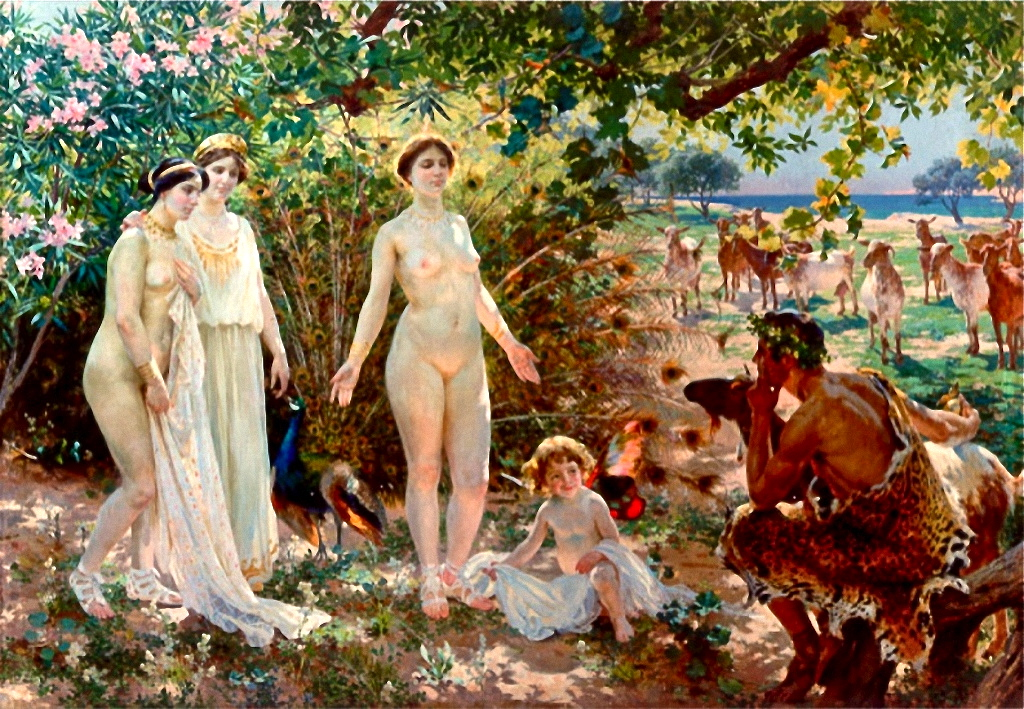
Julgamento de Páris,
por Enrique Simonet, 1904, Museu de Málaga.
Com Afrodite no centro acompanhada de Eros. Atena e Hera ao fundo.

Afrodite é um dos poucos deuses cujas ações são a maior causa da Guerra de Troia: ela oferece Helena para Páris e é responsável por os dois se tornarem tão apaixonados, de modo que Páris acaba raptando Helena. O casamento de Peleu e Tétis foi um grande evento e todos os deuses foram convidados, menos Éris, deusa da discórdia. Ofendida, lançou um pomo de ouro com a inscrição para a mais bela (kallistei), entre as deusas. Hera, Atena e Afrodite se consideravam as mais belas e disputaram a posse do pomo.
Elas resolveram deixar a decisão com Zeus, que, não querendo privilegiar nenhuma, deixou a decisão com Páris, filho de Príamo, príncipe de Troia. As três deusas se exibiram para Páris, mas mesmo assim ele não foi capaz de decidir e elas recorreram a subornos. No fim, Páris escolheu Afrodite e recebeu da deusa ajuda para receber sua recompensa por tê-la escolhido: o amor da mais bela das mulheres, Helena, esposa do rei de Esparta, Menelau. Páris em um ato imaturo raptou Helena, dando início à Guerra de Troia. Na guerra, Afrodite se tornou um dos deuses protetores de Troia, juntamente com Ares, Apolo, Ártemis e Leto. Ela também se tornou protetora de Helena, Heitor e Páris, salvando a vida deste em um duelo. Na guerra, ela também protegeu seu filho mortal, Eneias, e por causa disso acabou sendo ferida em combate. Mesmo com a proteção de Afrodite, depois de 10 anos de guerra entre os aqueus e os troianos, Troia foi vencida e destruída.

### Guardiã de Roma
Na destruição de Troia, Afrodite falou para seu filho Eneias pegar seu pai, sua esposa e ir embora de Troia. Eneas fez como sua mãe disse e viajou, orientado por Afrodite com o nome romano de Vênus, errante pelo Mediterrâneo até chegar à península Itálica, onde seus descendentes construíram Roma. Isto é relatado no poema épico de Virgílio, Eneida, obra máxima da literatura latina. A partir deste épico romano, Vênus passou a ser considerada a deusa guardiã de Roma. Um mito relata que, quando Juno (Hera romana) procurou abrir as portas de Roma para um exército invasor, Vênus procurou frustrar seus planos bloqueando o caminho com as águas.

### Protegidos da deusa

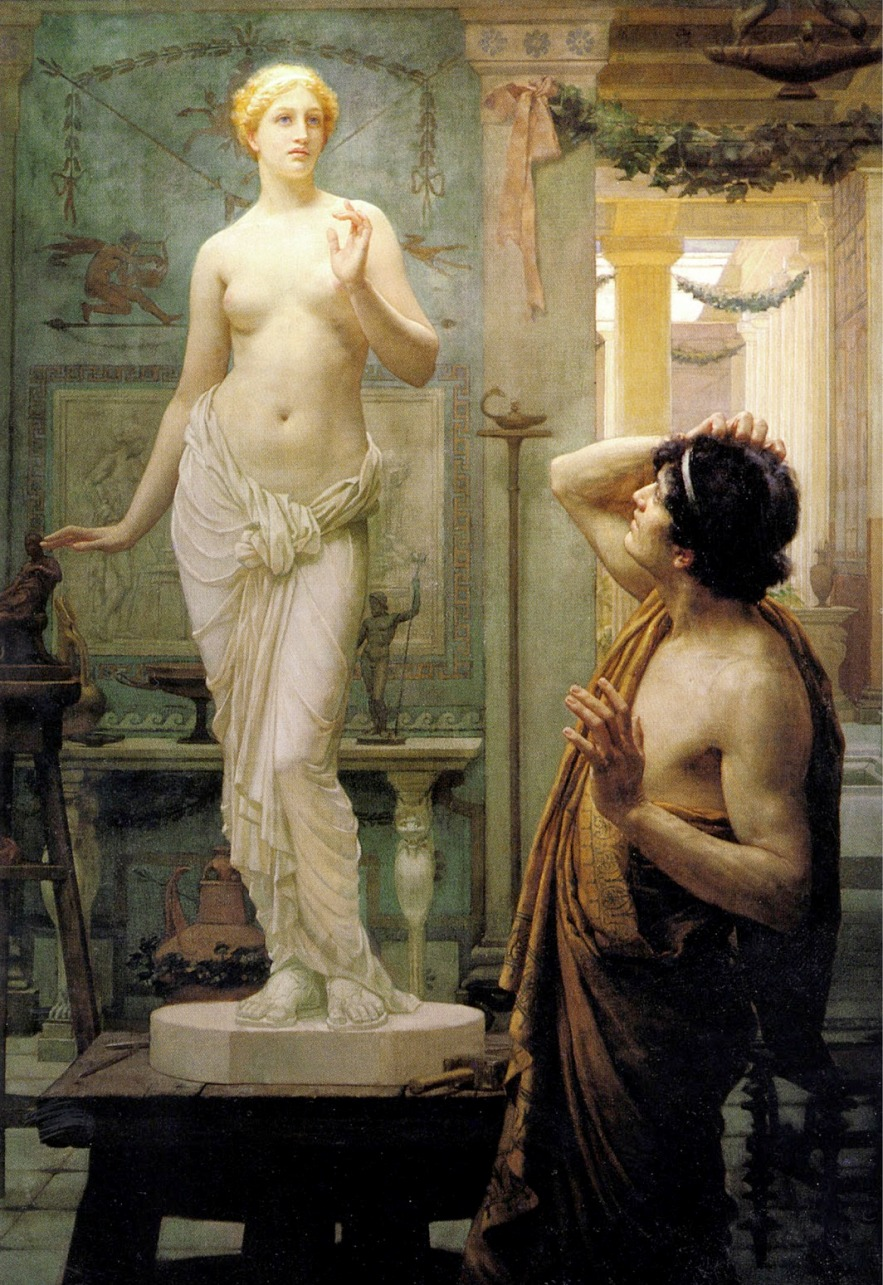
Pigmaleão e Galateia, por Ernest Normand (1886), na Galeria de Arte Atkinson

Afrodite, como os demais deuses, apadrinhou alguns personagens na mitologia; essa proteção ocorreu com indivíduos onde o amor e a beleza - atributos de Afrodite - se destacavam. O amor proibido de Páris e Helena garantiu a esta a simpatia da deusa até depois do fim da guerra de Troia; graças a Afrodite, Menelau perdoou Helena pela traição e eles se reconciliaram. Um dos seus abençoados mais famosos foi Pigmaleão, um escultor e rei de Chipre, que se apaixonou por uma estátua que esculpira ao tentar reproduzir a mulher ideal. Ele havia decidido viver em celibato em Chipre por não concordar com a atitude libertina das mulheres dali, que haviam dado fama à mesma como lugar de cortesãs. Afrodite, apiedando-se dele e atendendo a seu pedido, não encontrando na ilha uma mulher que chegasse aos pés da que Pigmaleão esculpira, em beleza e pudor, transformou a estátua numa mulher de carne e osso, com quem Pigmaleão casou-se e, nove meses depois, teve uma filha chamada Pafos, que deu nome à ilha.
Além de sua proteção aos amantes e apaixonados, a deusa protegeu membros da sua família, mesmo os distantes como sua neta Ino, que ela salvou da ira de Hera transformando-a em ave. Afrodite também concedeu beleza às Coronides, duas filhas de Órion, depois da morte da mãe delas. De forma semelhante, ela cuidou das filhas órfãs de Pandareus, um favorito de Deméter que foi transformado em pedra após tentar roubar bronze do templo de Zeus. Suas filhas, Cleodora e Mérope, que ficaram também órfãs de mãe, foram protegidas por Afrodite, que cuidou delas e as sustentou. Entretanto, quando Afrodite foi falar com Zeus para garantir um casamento feliz para as meninas, elas foram levadas pelas Erínias.

#### Hipômenes

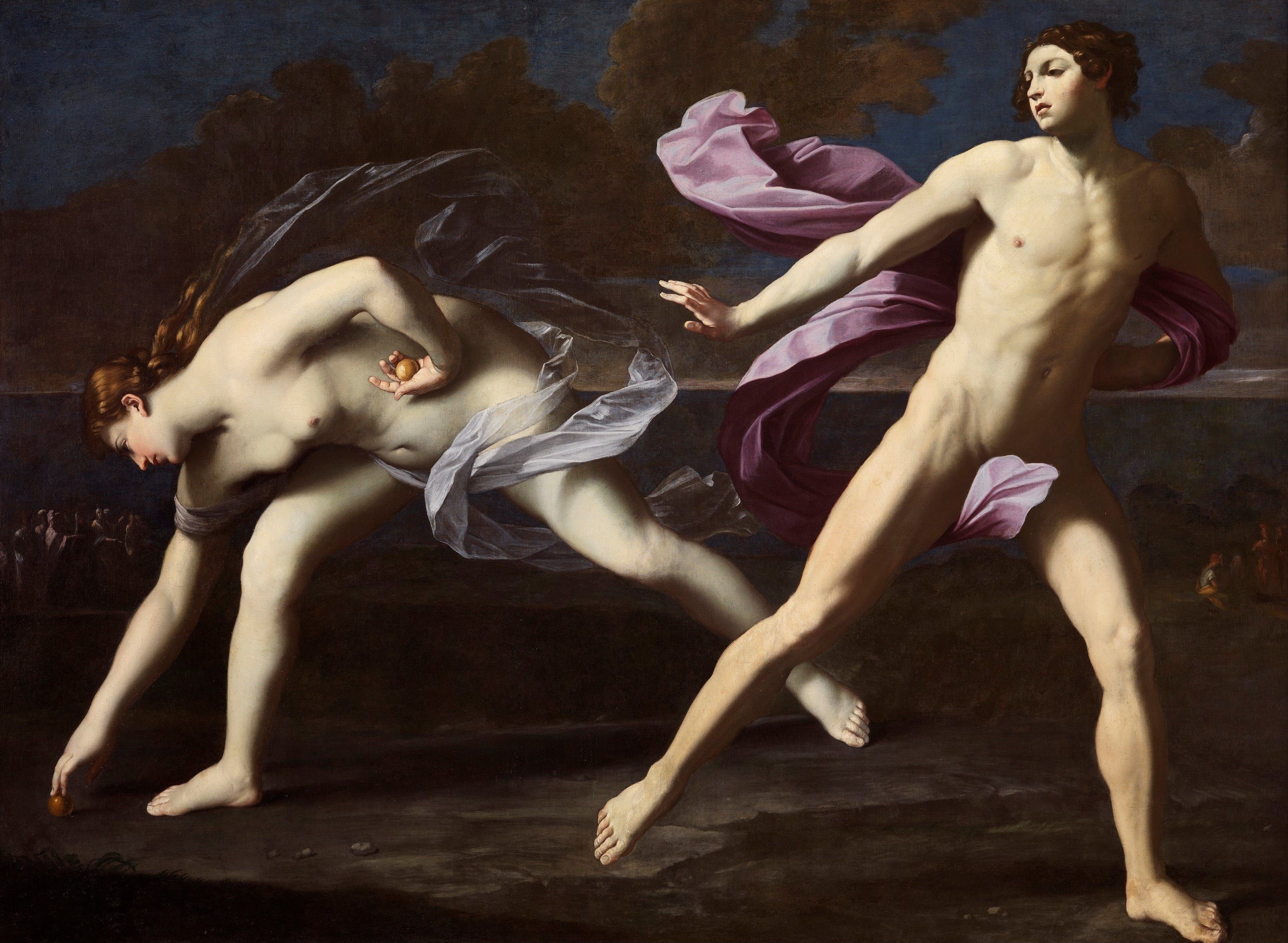
Atalanta e Hipómenes, por Guido Reni, no Reggia di Capodimonte

A corrida de Hipômenes foi vencida por este, com ajuda de Afrodite. O mito foi narrado por Pseudo-Apolodoro, Hesíodo e outros. Um príncipe de Onquesto, na Beócia, chamado Hipômenes, se apaixonou por Atalanta. Ela era uma caçadora e não gostava da ideia de se casar e queria ficar virgem para ser consagrada a Ártemis. Aborrecido por homens que admiravam a sua beleza enquanto ela corria pela floresta, disse que quem quisesse se casar com ela teria que ganhar uma corrida a pé (sabendo que ela era uma corredora excepcionalmente rápida), mas com a condição de que aqueles que perdessem seriam punidos com a morte.
Atalanta bateu todos os pretendentes, exceto Hipômenes, que a derrotou pela sua astúcia, e não pela velocidade. Hipômenes sabia que ele não poderia ganhar Atalanta numa corrida e implorou ajuda a Afrodite, que, como deusa do amor, não gostava da rejeição de Atalanta ao sentimento. Então Afrodite lhe deu três maçãs de ouro sagradas de Tâmaso, Chipre, e de acordo com Ovídio, do jardim das Hespérides, dizendo para Hipômenes que as deixasse cair na corrida para distrair Atalanta. Depois de largar as duas primeiras maçãs, Atalanta foi capaz de pegá-las e continuar a corrida, mas quando a terceira maçã caiu e Atalanta parou para pegar, ela não conseguiu recuperar rapidamente e Hipômenes venceu a corrida e, com isso, a mão de Atalanta.

### Ira da deusa
Embora seja considerada a deusa do amor, Afrodite não foi muito amável com seus adversários, sendo muito vingativa e impiedosa nas suas vinganças. Uma das coisas comuns que irava a deusa era quando ela privilegiou mortais e eles não a honraram, como Hipômenes, que não teria pagado a Afrodite os devidos tributos por ela tê-lo ajudado na corrida. Afrodite teria se vingado levando Hipômenes a ter relações sexuais com Atalanta no templo de Reia, fazendo com que essa deusa transformasse a dupla em leões. Outro caso famoso foi o de Menelau, príncipe de Micenas e mais tarde rei da Lacedemónia, que como uma centena de outros pretendentes pediu a mão de Helena em casamento. Ele prometeu sacrificar a Afrodite cem cabeças de gado se ganhasse o concurso, mas após o casamento não honrou sua promessa. A deusa teria se vingado fazendo Helena se apaixonar por Páris e fugir com ele para Troia.
Outra causa para suas vinganças são retaliações pessoais: para punir o deus Sol, Hélio, por ter advertido Hefesto do seu adultério com Ares, ela o fez se apaixonar por Leucoteia, uma princesa persa, e sem querer provocar sua morte. Castigou da mesma maneira a musa Clio, que havia criticado o seu amor por Adônis, fazendo-a apaixonar-se pelo mortal Pieros.
Como deusa do amor, foi justiceira dos românticos e odiava quando alguém rejeitava o amor. Um caso famoso é o de Narciso, um belo jovem de Fócida, que era bastante orgulhoso e insensível. Narciso menosprezava todas as jovens que se apaixonavam por ele, incluindo uma ninfa chamada Eco. Afrodite o puniu por sua arrogância, fazendo-o se apaixonar pelo seu próprio reflexo. O rapaz acabou morrendo olhando para o seu reflexo no lago e foi transformado pela deusa em uma flor, narciso.

#### A morte de Hipólito

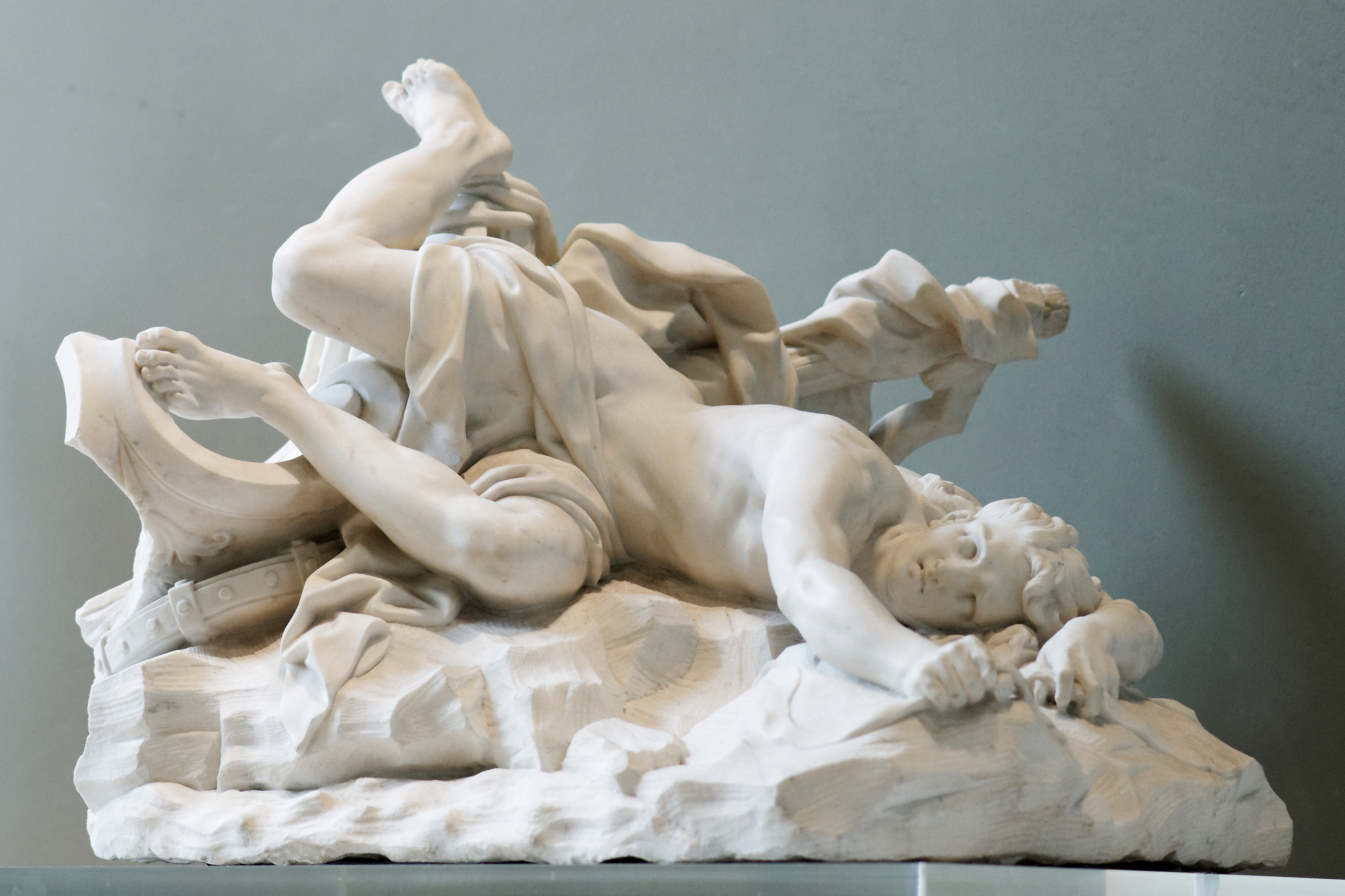
Morte de Hipólito, estátua no Museu do Louvre

Hipólito foi um que ganhou a ira de Afrodite por rejeitar o amor. Filho de Teseu e de Hipólita, a rainha das amazonas, cultuava Ártemis a quem dedicou sua vida e fez voto de celibato. Hipólito recusou-se a honrar ou fazer ritos a Afrodite, por ela ser a deusa do amor e ele desprezava o sentimento. Afrodite, com raiva, fez Fedra, segunda esposa de Teseu, apaixonar-se por seu enteado. Fedra tentou resistir à paixão, lutou contra seu desejo ilícito e ficou doente. Finalmente, uma criada descobriu a causa de sua miséria e falou a Hipólito em favor dela. Ele ficou tão insultado e horrorizado diante da sugestão de ter um romance com sua madrasta que irrompeu num discurso longo e alto, que ela pode ouvir. Rejeitada e humilhada, Fedra suicidou-se deixando uma mensagem a Teseu onde acusou falsamente Hipólito de violentá-la. Teseu expulsou o rapaz e invocou a punição de Posídon, que provocou um acidente com a carruagem de Hipólito. O jovem conduzia seu carro junto ao mar quando, assustados por um monstro marinho, seus cavalos precipitaram-se pelas rochas causando-lhe a morte. Enquanto Hipólito morria, ouviu-se a voz de Ártemis, que revelou a verdade a Teseu. Esta tragédia foi escrita por Eurípedes em 428 a.C..
Segundo Pseudo-Apolodoro, Ártemis matou Adônis por vingança. Nos mitos posteriores, Adônis tinha sido relacionado como um dos favoritos de Afrodite, que foi responsável pela morte de Hipólito, que tinha sido um favorito de Ártemis. Portanto, Ártemis matou Adônis para vingar a morte de Hipólito.

#### Perseguição a Psiquê

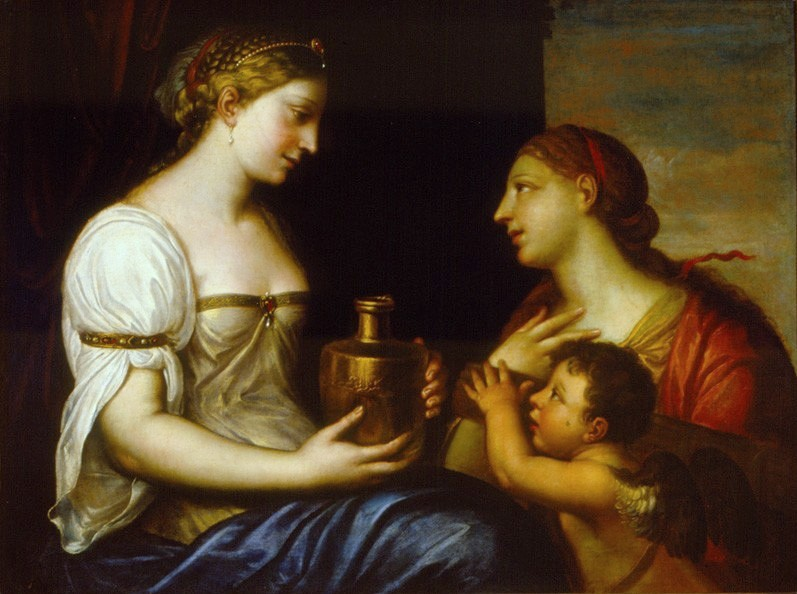
Vênus, Psiquê e Cupido, por Alessandro Varotari, século XVII, Museu Nacional de Belas Artes

Psiquê é a mais famosa de um ciclo de três personagens da mitologia que ganharam o ódio de Afrodite por serem vangloriados como mais bonitos do que ela. Psiquê foi uma princesa mortal cuja enorme beleza fez os homens abandonarem a adoração a Afrodite para admirá-la, irritando a deusa, que não aceitava que uma simples mortal merecesse mais adoração do que ela.
Afrodite ordenou a seu filho Eros que fizesse Psiquê se apaixonar por um monstro, mas o próprio deus se apaixonou por ela e a levou para morar com ele num palácio em segredo. No entanto, Eros escondeu sua verdadeira identidade e ordenou-lhe para nunca mais olhar para o rosto dele. Psiquê acabou sendo enganada por suas irmãs invejosas e viu o rosto do deus enquanto este dormia, e ele a abandonou. Em seu desespero, ela procurou ajuda em todo o mundo por seu amor perdido e acabou parando no templo de Afrodite. A deusa, vendo que tinha sido enganada pelo filho, ordenou que Psiquê realizasse uma série de trabalhos difíceis, que culminaram em uma viagem ao submundo. No final, Afrodite aceitou Psiquê como nora, quando Eros clamou ajuda a Zeus, que transformou a garota em imortal. Psiquê e Eros se casaram em uma cerimônia com a presença dos deuses.
Os outros dois casos de mortais que tiveram sua beleza vangloriada, irritando Afrodite, foi Aquiles, um filho de Zeus e Lâmia, um menino de extraordinária beleza que desafiou Afrodite para um concurso de beleza. A deusa foi ofendida por sua arrogância e transformou-o em um peixe feio. Cencreis, a rainha de Chipre que se gabava que sua filha Mirra era mais bonita que Afrodite, acabou recebendo o ódio da deusa, que deu origem ao mito de Adônis.

### Adônis
Afrodite era para Adônis amante e uma mãe de aluguel. Cíniras, o rei de Chipre, teve uma filha muito bela chamada Mirra. A mãe de Mirra, Cencreis, vivia se gabando que sua filha era mais bonita que Afrodite. Então, Mirra foi punida por Afrodite, que a fez desejar o próprio pai. Mirra passou a rejeitar seus pretendentes por causa da sua paixão incestuosa pelo pai. Ela confessou sua paixão para sua criada, que disse a Cíniras que uma jovem prostituta desejava se deitar com ele, mas, secretamente, Mirra se disfarçou de prostituta e dormiu com o pai durante a noite.
Posteriormente, Mirra ficou grávida e foi descoberta por Cíniras. Num acesso de raiva, ele perseguiu-a para fora da casa com uma faca. Mirra fugiu dele, orando aos deuses por misericórdia enquanto corria. Os deuses ouviram sua súplica e a transformaram em uma árvore de mirra para que seu pai não pudesse matá-la. Em outra versão do mito, Afrodite, sentindo-se culpada pelo sofrimento de Mirra, transformou-a na árvore. Posteriormente, Cíniras tirou a própria vida na tentativa de restaurar a honra da família.

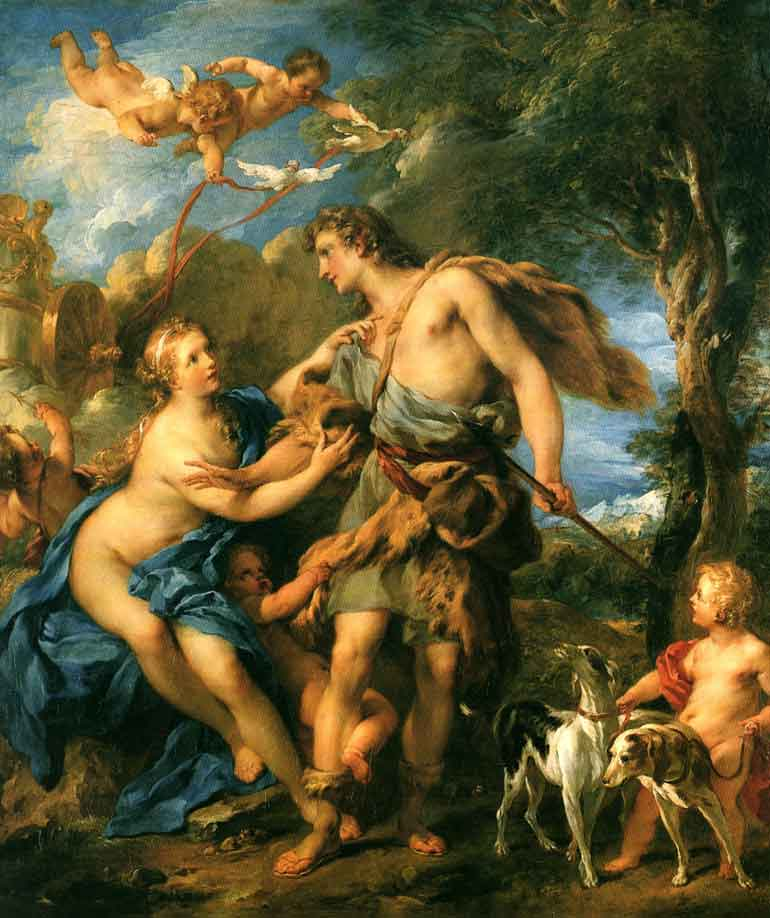
Vênus e Adônis, por François Lemoyne

Mirra deu à luz um menino chamado Adônis. Afrodite passou pela árvore de mirra e, vendo-o, teve pena da criança. Ela colocou Adônis em uma caixa e o levou para o mundo inferior, para que Hades e Perséfone cuidassem ele. Adônis cresceu e se transformou em um jovem extraordinariamente bonito, e Afrodite acabou se apaixonando por ele. Perséfone, no entanto, não estava disposta a abrir mão dele e desejava que Adônis ficasse com ela no submundo. As duas deusas começaram a brigar e Zeus foi forçado a interferir. Ele decretou que Adônis passaria um terço do ano com Afrodite, um terço com Perséfone e um terço com quem ele quisesse. Adônis, que amava Afrodite, escolheu passar o resto do ano com ela.
Adônis começou seu ano na Terra com Afrodite. Uma de suas maiores paixões era a caça, e apesar de Afrodite não ser naturalmente uma caçadora, ela praticava o esporte apenas para que pudesse ficar com ele. Eles passaram dia e noite juntos e Afrodite estava encantada com o jovem. No entanto, ela acabou negligenciando seus deveres como deusa, e para reparar isso foi obrigada a deixar Adônis por um curto período de tempo. Antes de sair, ela deu a Adônis o aviso de não atacar um animal que não demonstrasse medo. Adônis concordou com o seu conselho, mas, por duvidar de sua habilidade como caçadora, rapidamente esqueceu o aviso.
Não muito tempo depois que Afrodite saiu, Adônis se deparou com um enorme javali, muito maior do que qualquer outro que ele já havia visto. Em alguns mitos este javali era o deus Ares, um dos amantes de Afrodite que estava com ciúmes do amor desta com Adônis. Embora javalis sejam perigosos quando provocados, Adônis ignorou o aviso de Afrodite e perseguiu a criatura gigante. Logo, porém, Adônis era quem estava sendo perseguido; ele não era páreo para o javali gigante.
No ataque, Adônis foi castrado pelo javali e morreu de perda de sangue. Afrodite foi avisada, em algumas versões, pelo ventos ou pelas ninfas e correu de volta para Adônis, mas era muito tarde para salvá-lo e ela só pôde lamentar sobre seu corpo. Onde o sangue de Adônis caiu, Afrodite fez crescer anêmonas em sua memória. Ela jurou que no aniversário de sua morte, a cada ano, haveria um festival realizado em sua homenagem.
Em sua morte, Adônis voltou ao submundo e Perséfone teve o prazer de vê-lo novamente. Posteriormente, Afrodite percebeu que ele estava lá e correu para recuperá-lo. Mais uma vez, ela e Perséfone discutiram sobre quem deveria ficar com Adônis e Zeus interveio. Desta vez, ele disse que Adônis deveria passar seis meses com Afrodite e seis meses com Perséfone, a forma como deveria ter sido em primeiro lugar.

#### Simbologia
A morte de Adônis, deus oriental da vegetação, do ciclo da semente, que morre e ressuscita, daí sua catábase para junto de Perséfone e a consequente anábase em busca de Afrodite, era solenemente comemorada no Ocidente e no Oriente. Na Grécia da época helenística, deitava-se Adônis morto num leito de prata, coberto de púrpura. As oferendas sagradas eram frutas, rosas, anêmonas, perfumes e folhagens, apresentados em cestas de prata. As mulheres gritavam, soluçavam e descabelavam-se. No dia seguinte, atiravam-no ao mar com todas as oferendas. Ecoavam cantos alegres, uma vez que Adônis, com as chuvas da próxima estação, deveria ressuscitar.
Foi exatamente para perpetuar a memória de seu grande amor oriental que Afrodite instituiu na Síria uma festa fúnebre, que as mulheres celebravam anualmente, na entrada da primavera. Para simbolizar "o tão pouco" que viveu Adônis, plantavam-se mudas de roseiras em vasos e caixotes e regavam-nas com água morna, para que crescessem mais depressa.

### Relacionamentos e filhos

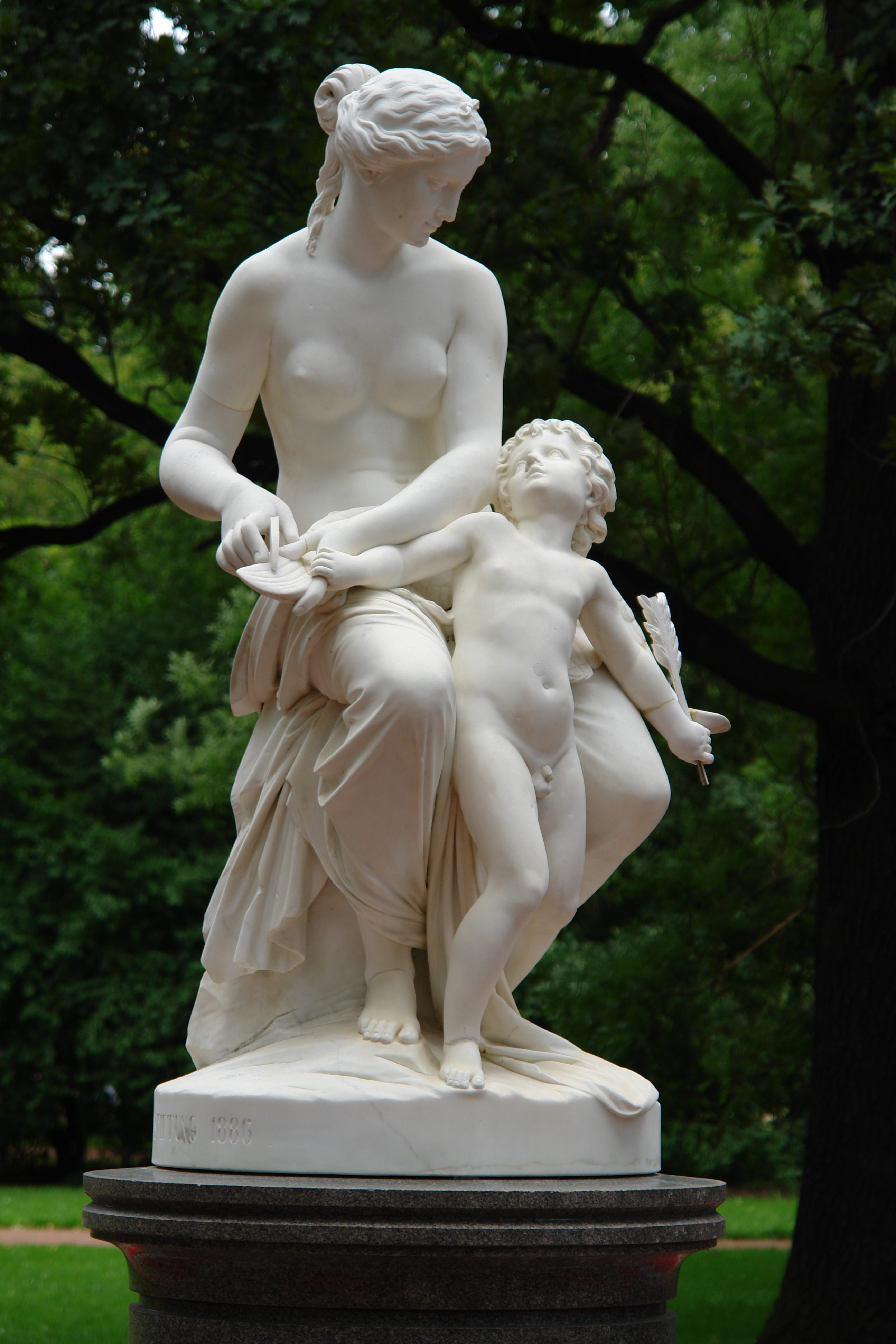
Vênus (Afrodite) e Amor (Eros), por Theodor Heinrich Bäumer, 1886.
Afrodite era constantemente retratada acompanha de Eros, seu filho mais famoso

Os mitos mais importantes da deusa, como Ares e Adônis, giram em torno do amor, que era o atributo principal de Afrodite. O seu primeiro amor teria sido Nérites, um jovem deus do oceano que ela amou ainda quando vivia no mar. Quando Afrodite saiu do oceano e foi viver no Olimpo, ela voltou ao mar para buscar Nerites para que ele vivesse com ela. Entretanto, o deus se recusou a ir com Afrodite. Ela, com raiva e traída, transformou Nerites em um molusco.
Zeus teria tentando seduzir a deusa assim que ela saiu do mar no Chipre. Porém, esta, assustada com os avanços do deus do Olimpo, saiu correndo. Mais tarde, teria se entregado a Zeus de livre e espontânea vontade, ganhando o ódio eterno de Hera, sua esposa; Esta, quando soube que Afrodite estava grávida de Zeus, maldosamente colocou a mão em sua barriga fazendo o seu filho nascer deformado. Esta criança viria ser o deus Priapo. Porém, outros mitos dizem que Priapo é filho de Dionísio ou de Adônis.
Outros amores divinos incluem Hefesto, que foi seu marido, Dionísio, com quem teve um curto caso e o filho Iaco. Hermes, encantado pela sua beleza apaixonou-se por Afrodite mas ela o rejeitou. Ele ficou extremamente triste e Zeus, com pena dele, fez com que uma águia levasse os chinelos de Afrodite enquanto ela banhava-se no rio Achelous. A águia os levou até Hermes, e Afrodite, na busca pelos chinelos, chegou até ele e o amou e depois teve Hermafrodito. No caso de Posídon, foi ela que ficou encantada e agradecida por ele não ter rido dela e de Ares quando Hefesto pegou os dois juntos e ainda o convenceu a soltá-los. Com Posídon teve Rode e Herófile.
Seu principal consorte e romance mais longo foi Ares, sendo desde a Ilíada retratada como companheira dele. Tiveram sete filhos: Fobos, Deimos, Harmonia e os Erotes: Eros, Anteros, Himeros e Fotos, embora a maioria dos mitos retratem Afrodite gerando Eros sozinha.
Entre seus amores mortais, o mais famoso foi Adônis, que era tido como seu grande amor e com quem teve Golgos e Béroe, que deu nome à capital do Líbano. Anquises, príncipe de Troia, foi outro amor famoso, e algumas versões do mito dizem que Afrodite se apaixonou por ele como punição de Zeus por ela ter feito os deuses se apaixonarem por mulheres mortais. Com Anquises teve Eneias e Liros, e logo depois do nascimento dos filhos, sua paixão por Anquises sumiu, embora continuasse a protegê-lo e aos seus filhos.
Entre outros amores mortais menos famosos está Faetonte, um senhor de Atenas que se tornou guarda de seu templo, a quem ela amou e com quem teve Astínoo. Butes, um dos Argonautas, foi salvo por Afrodite, que o levou para uma ilha isolada onde fizeram amor; ela teve Erix com ele. Há ainda uma daimon, Peito, que personificava o desejo, uma companheira constante de Afrodite, e que era vista em uns mitos como filha da deusa. Entretanto, os autores desse mito não dizem quem seria o pai de Peito com Afrodite.

## Culto

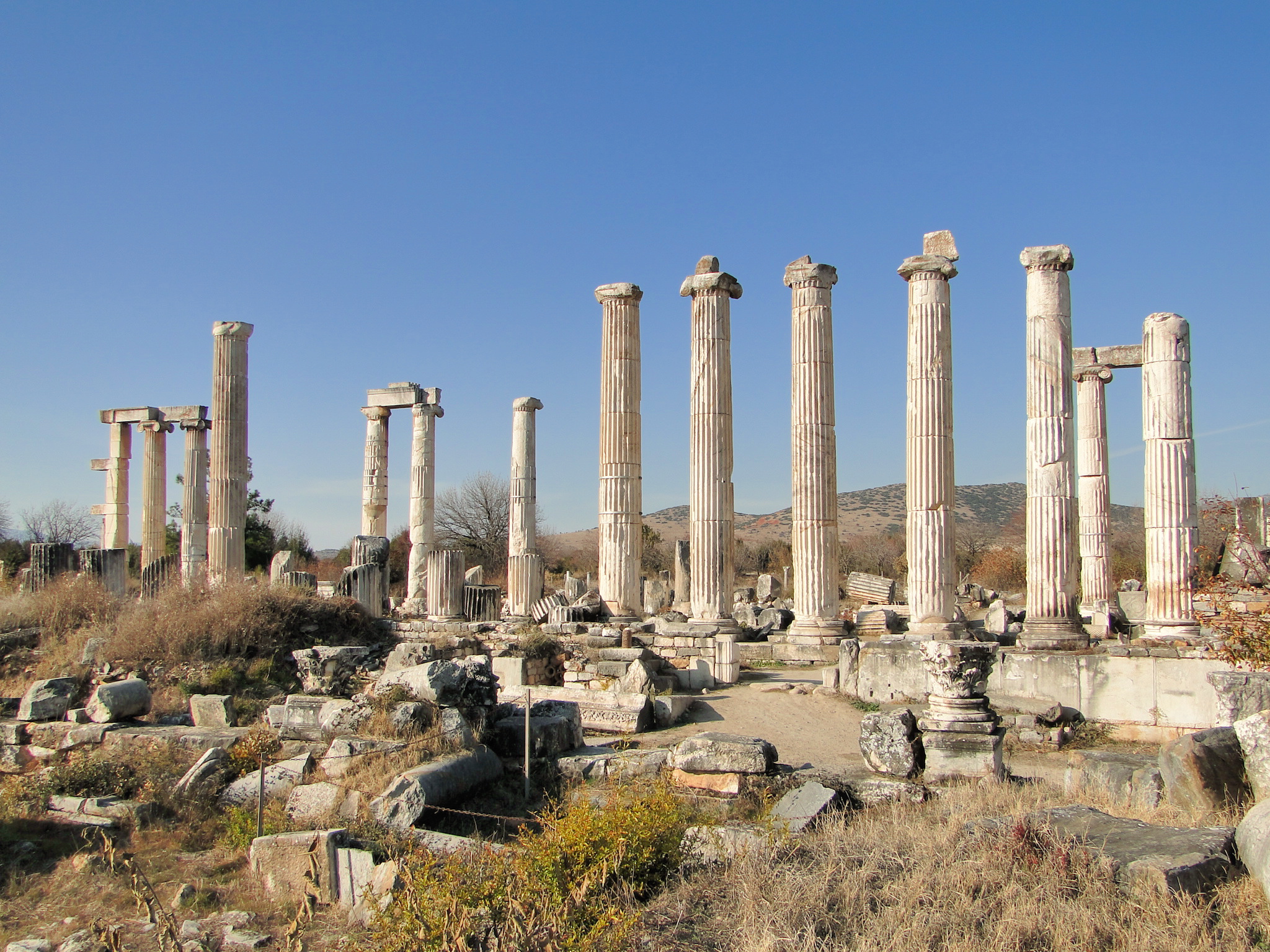
Ruínas do Templo de Afrodite, em Afrodisias na Turquia

O centro do culto de Afrodite foi Chipre. Afrodite era adorada na maioria das cidades de Chipre, bem como em Citera, Esparta, Tebas, Delos e Elis, e seu templo mais antigo estava em Pafos. Homero se refere à deusa como o Cípria no século VIII a.C. e ela foi chamada de Páfia no século VI a.C. Inscrições no seu santuário em Palea Pafos referem-se a ela simplesmente como Wanassa ("a senhora"). O templo de Afrodite estava em uma colina a cerca de dois quilômetros para o interior, com vista para o mar. A cidade de Palea logo surgiu ao redor do templo. Seus símbolos incluem a murta, o golfinho, o pombo, o cisne, a rosa, a romã, limeira, pérolas e joias.
Seu festival principal era chamado de Afrodisia e era celebrado por toda a Grécia. O festival ocorria durante o mês de Hekatombaion, que reconhecemos como a partir da terceira semana de junho à terceira semana de julho no calendário gregoriano. Fontes textuais mencionam explicitamente o festival em Corinto e em Atenas, onde as muitas prostitutas que residiam na cidade comemoram o festival como um meio de adorar a sua deusa padroeira. No templo de Afrodite no cume da Acrópole de Corinto (antes da destruição romana da cidade em 146 a.C.), ter relações sexuais com suas sacerdotisas foi considerado um método de adoração a Afrodite. Esse ritual é conhecido como prostituição sagrada, e as sacerdotisas usavam o dinheiro arrecadado para manter os templos de Afrodite. O templo na Acrópole de Corinto não foi reconstruído quando a cidade foi restabelecida sob o domínio romano em 44 a.C., mas os rituais de fertilidade provavelmente continuaram na principal cidade perto da ágora. O eufemismo em grego é hieródula (hierodoule), "escravo sagrado". A prática era uma parte inerente dos rituais devidos aos antepassados de Afrodite no Oriente, a sumeriana Inanna e acadiana Ishtar, em cujo templo as sacerdotisas eram as "mulheres de Ishtar", ishtaritum.
A prática foi documentada na Babilônia, Síria e Palestina, nas cidades fenícias e nos centros de culto a Afrodite na Grécia, em Chipre, Citera, Corinto e na Sicília; a prática, porém, não é atestada em Atenas. Por causa da prostituição sagrada, Afrodite era vista em toda parte como a deusa padroeira da cortesã. Houve um caso de um nobre que ganhou um jogo nas Olimpíadas e, como forma de agradecer a Afrodite por tê-lo ajudado, doou para seu templo mais de cem prostitutas.
A poetisa Safo, uma das mais famosas da Grécia Antiga e supostamente lésbica, geralmente se referia a Afrodite como sua deusa protetora, o que fez alguns autores verem que Afrodite também poderia ser vista como padroeira das lésbicas.[carece de fontes?] Mas isso é algo difícil de determinar, porque existem poucos relatos na sociedade grega de homossexualidade feminina, que era relegada à obscuridade, diferentemente da homossexualidade masculina. No caso dos homens homossexuais, Afrodite era provavelmente vista como sua padroeira: seus filhos Erotes, eram símbolos do homoerotismo e protegiam o amor homossexual; e Platão cita Afrodite Urânia como sendo a deusa do amor divino e do amor homossexual.
Durante os festivais de primavera dedicados a Afrodite e Adônis, procissões separadas de homens e mulheres caminhavam ao longo da Via Sacra de Nova Pafos para o santuário de Afrodite em Velha Pafos, onde havia jogos e concursos de música e poesia. Esta tradição sobrevive (exceto a prostituição) no moderno festival de primavera, Antistíria (Anthistiria), que é especialmente popular em Ctíma Pafos. O santuário de Afrodite em Velha Pafos continuou a florescer na época romana. Vários imperadores romanos honraram-no, tendo sido visitado por Tito em 69 d.C., quando o futuro imperador estava em seu caminho para o Egito. Ele consultou o oráculo de Afrodite, que afirmou que ele teria um grande futuro. O santuário foi reconstruído pelos romanos após o terremoto de 76 ou 77 d.C., em um projeto que preservou a arquitetura oriental do original. O culto de Afrodite sobreviveu em Velha Pafos até o século IV, quando o imperador Teodósio (r. 378–395) proibiu o paganismo. Não se sabe quando o culto de Afrodite foi suprimido ou se a população local resistiu à proibição.

### Afrodísias

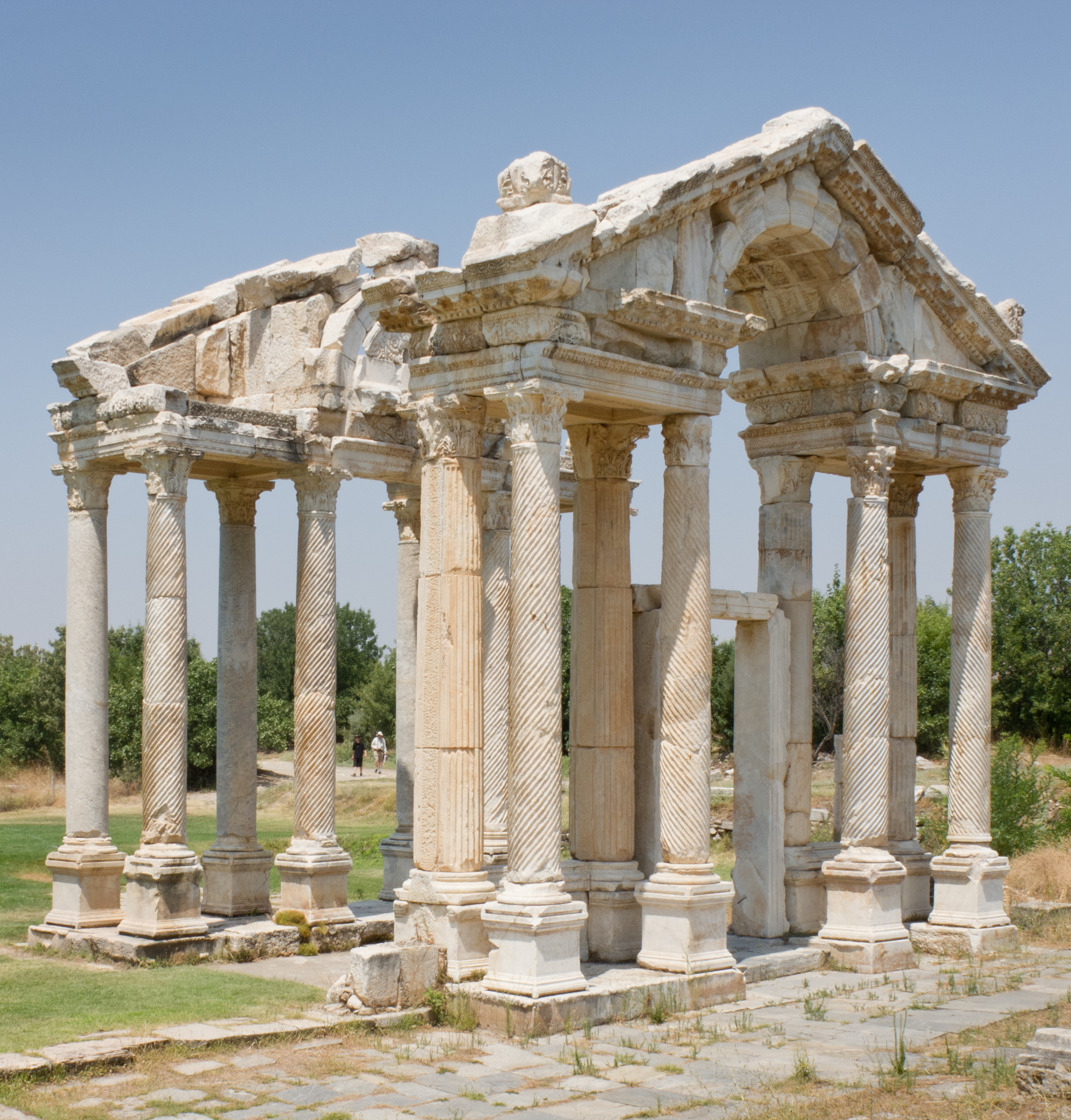
O tetrápilo, portal monumental da cidade

Afrodísias era uma pequena cidade na Cária, agora parte da Turquia. Localizada perto de uma pedreira de mármore, Afrodísias tornou-se um centro de produção de esculturas na época helênica e romana. A escola de esculturas da cidade era popular, e muitas estátuas foram encontradas intactas na região da ágora. O ponto focal da cidade, como o nome sugere, era um enorme Templo de Afrodite, enriquecido com muitas esculturas, sarcófagos e pedras que ilustravam passagens mitológicas. Entre as esculturas notáveis, está uma estátua micênica de uma deusa da fertilidade que foi identificada como sendo uma antecessora de Afrodite, ou a própria Afrodite, adorada na região. Poucos aspectos do edifício original do templo sobrevivem, pois posteriormente o templo foi convertido numa basílica pelos bizantinos. A cidade se recusou inicialmente, mas cedeu e foi abandonada no século XIV. Hoje é um sítio arqueológico cheio de edifícios notáveis, incluindo o estádio de atletismo, que é dito como sendo provavelmente o mais bem preservado do seu tipo no Mediterrâneo.

### Culto moderno a Afrodite
Como uma das deusas do Olimpo, ela é uma deidade importante, e o culto de Afrodite (ou Aphroditi) como uma deusa viva é uma das devoções mais proeminentes no helenismo moderno. Os helenistas revivem as práticas religiosas da Grécia Antiga nos dias de hoje.
A adoração a Afrodite, hoje, difere das práticas devocionais dos gregos antigos em várias maneiras. Entre os helênicos modernos, a visão de Afrodite como uma deusa da fertilidade e do desejo, em grande medida deu lugar a uma visão mais suave dela como deusa do amor e da paixão. Coisas como prostituição ritual são pensados como, na melhor das hipóteses, completamente anacrônicas. Em vez disso, os devotos helenistas modernos fazem oferendas para ela e invocam o seu nome e suas bênçãos para relacionamentos amorosos, inclusive sexualmente monógamos. Aqui, as convicções éticas de helênicos modernos são inspirados por virtudes gregas antigas de auto-controle e moderação.
Helênicos na atualidade celebram a sua devoção religiosa a Afrodite durante três dias principais de festa. Afrodísia é o seu principal dia de festa e é celebrado com o calendário Ático no dia 4 de Hécatombéon, caindo no calendário gregoriano entre os meses de julho e agosto, dependendo do ano. Adônia, um festival conjunto de Afrodite e seu parceiro Adônis, é comemorado na primeira lua cheia após o equinócio da primavera no hemisfério norte, frequentemente na mesma semana em que é celebrada a Páscoa cristã. O quarto dia de cada mês é considerado um dia sagrado para Afrodite e seu filho Eros.
Oferendas para Afrodite para fins devocionais podem incluir incenso, frutas (especialmente maçãs e romãs), flores, rosas perfumadas, vinho doce do deserto (particularmente o vinho Commandaria do Chipre) e bolos feitos com mel. Na Wicca, Afrodite também é adorada como deusa do amor e personificação da deusa mãe.

## Iconografia

### Antiguidade
"[...] Quando a arte, no ciclo de Afrodite, deixou para trás as pedras grosseiras e os ídolos informes do culto primitivo, a ideia de uma deusa cujo poder se estende por toda parte e à qual ninguém pode resistir, animou as suas criações; gostava-se de a representar sentada num trono, segurando nas mãos os sinais simbólicos de uma natureza repleta de mocidade e esplendor, de uma luxuriante abundância; a deusa estava inteiramente envolta nas dobras das suas vestes (a túnica mal lhe deixava à mostra uma parte do seio esquerdo) que se distinguiam pela elegância, pois precisamente nas imagens de Vênus, a graça rebuscada das vestes e dos movimentos parecia pertencer ao caráter da deusa. Nas obras saídas da escola de Fídias, ou produzidas sob a influência dessa escola, a arte representa em Afrodite o princípio feminino e a união dos sexos em toda a sua santidade e grandeza. Vê-se ali, antes, uma união durável formada com o fito do bem geral, e não uma aproximação efêmera que deve terminar com os prazeres sensuais que ele proporciona. A nova arte ática foi a primeira que tratou do tema de Afrodite com um entusiasmo puramente sensual, e que divinizou, nas representações figuradas da deusa, já não mais apenas um poder ao qual o mundo inteiro obedecia, mas antes a individualidade da beleza feminina.

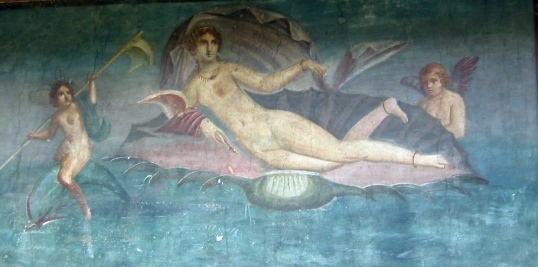
Afrodite, em afresco de Pompeia, c. ano

Como Vênus ou Afrodite, a deusa do amor foi frequentemente interpretada por artistas diferentes em épocas distintas. Poucas pinturas da Grécia e Roma Antiga sobreviveram. Nas existentes atualmente que retratam a deusa, ela está representada deitada sobre uma simples concha como o retrato acima, de Pompeia. Nas moedas, ela foi retratada normalmente em carruagens puxadas pelos tritões e pelas tritônidas, enquanto numerosos baixos-relevos de esculturas a apresentam seguida de hipocampos ou centauros marinhos.

Estátuas
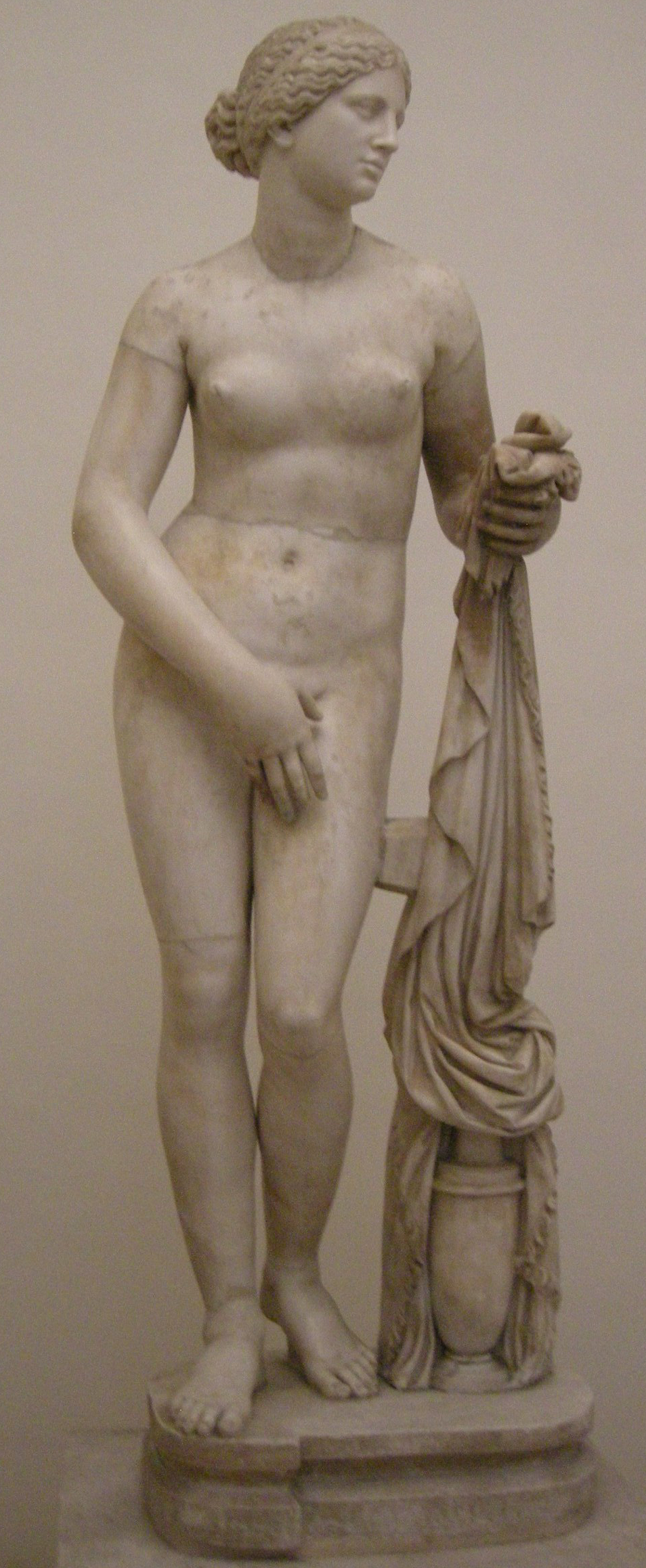
Afrodite de Cnido, de Praxíteles, cópia do século IV a.C.
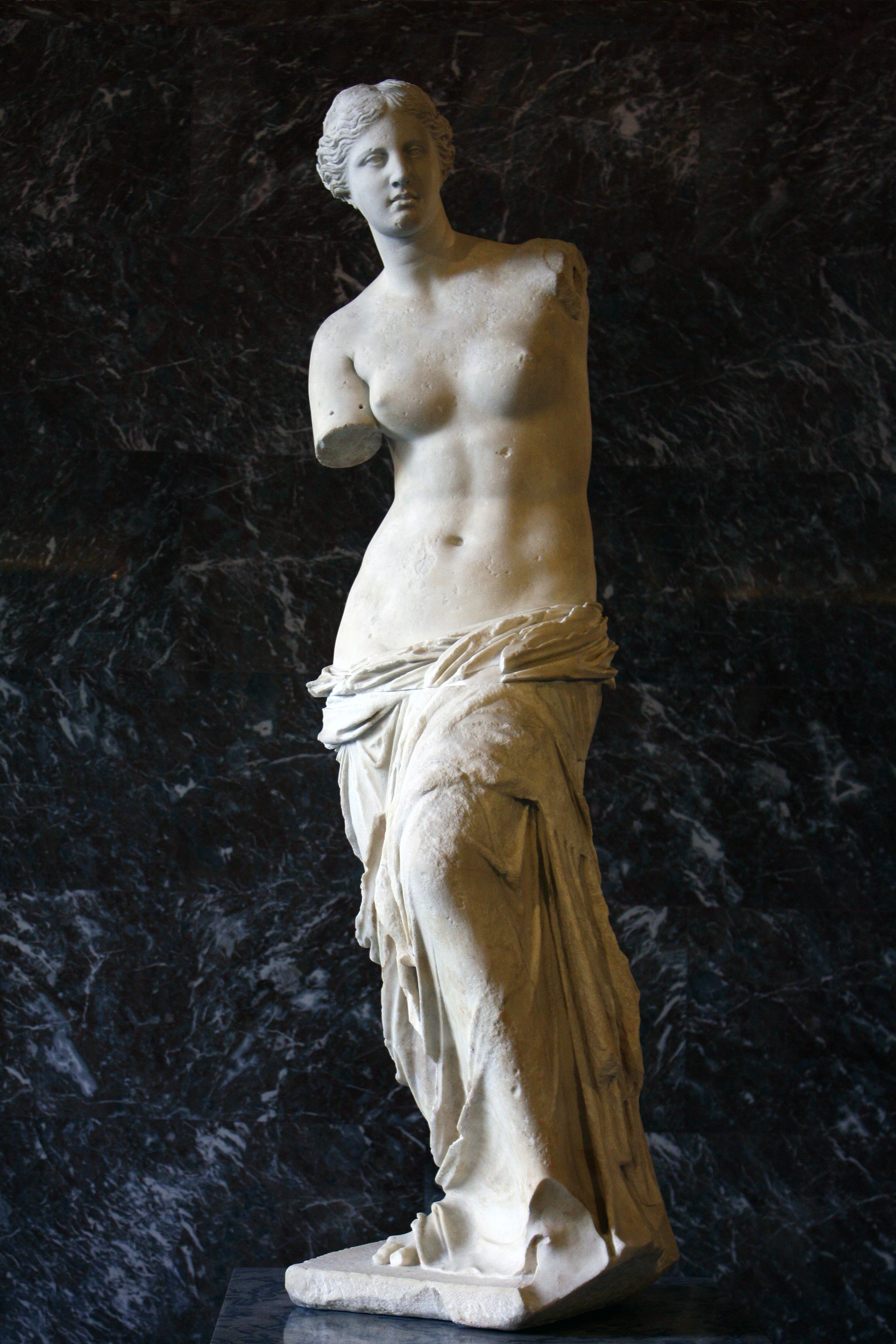
Vênus de Milo, no Museu do Louvre
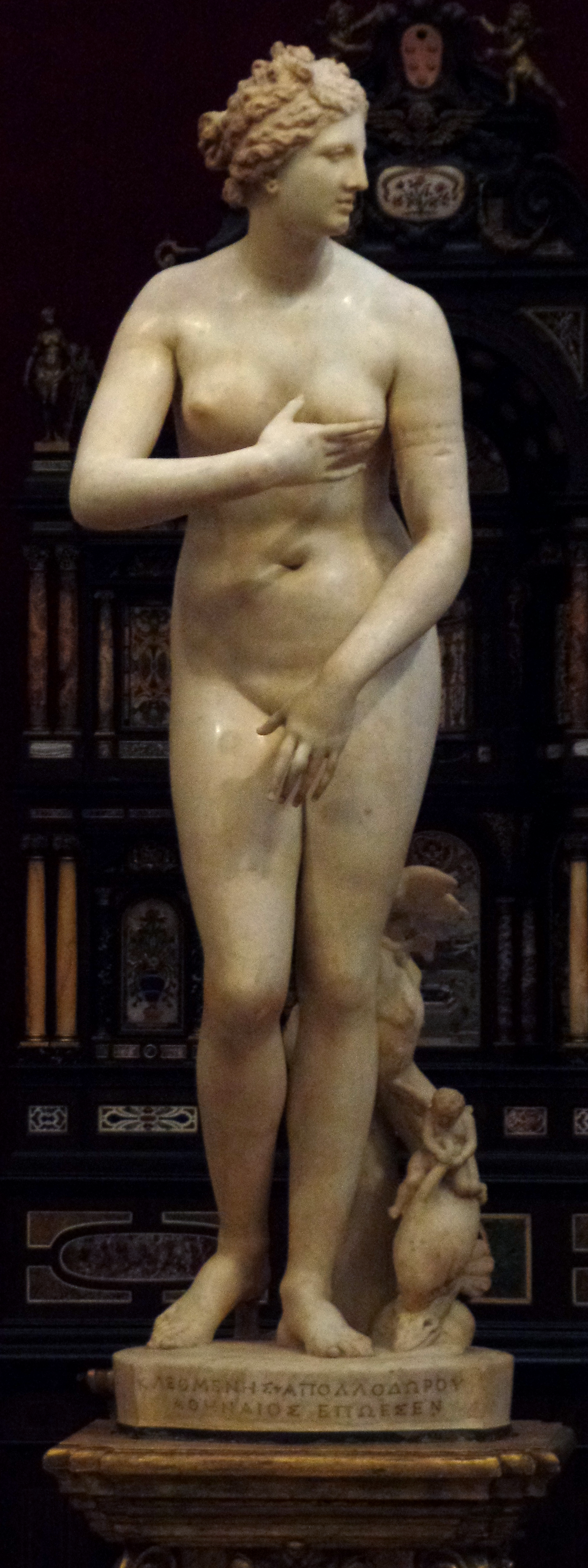
Vênus de Médici, século I

A Afrodite de Cnido feita por Praxíteles, que representa a deusa depois do nascimento, é uma das esculturas mais famosas da Antiguidade, e sua fama já era grande naquela época, dizia Plínio: "De todas as partes da terra, navega-se em direção a Cnido, para contemplar a estátua de Afrodite." A estátua causou fascínio e assombro. Nos períodos arcaico e clássico da história grega, não se tinha o hábito de representar Afrodite no instante em que sai da espuma do mar, ou seja, inteiramente nua. Assim, a obra de Praxíteles foi considerada novidade, e a própria deusa testemunha, pela boca de um antigo autor, o espanto por se ver assim desprovida de vestes. "Mostrei-me a Páris, Anquises e Adônis, é verdade; mas onde foi que Praxíteles me viu?". O rei Nicomedes ofereceu aos cnidianos, em troca da estátua, a totalidade das dívidas deles, que eram importantes. Recusaram a oferta e com razão, dizia Plínio, pois a obra-prima constituía o esplendor da cidade. Uma multidão de escritores da antiguidade legou sinais da admiração que lhes inspirava a obra-prima para a qual se fizera a seguinte inscrição: "Ao verem a Afrodite de Cnido, Atenas e Hera disseram uma à outra: Não acusemos mais Páris."
Se tão amplamente nos estendemos sobre a Afrodite de Cnido é porque essa obra-prima que tanto assombrou a antiguidade, e que não mais existe, serviu de modelo à maior parte das Afrodites nuas das quais tantas reproduções nos deparamos nos museus. A partir do fim do período clássico, após a Afrodite de Cnido, a deusa passou a ser mostrada com formas voluptuosas, nua ou sumariamente vestida, em poses nitidamente provocantes. Nas pinturas de vasos, no entanto, quase sempre aparecia vestida.
Outra famosa é a Vênus de Médici, uma cópia de mármore do século I, feita de uma estátua de bronze mais antiga no estilo da Afrodite de Cnido, executada por um escultor da tradição praxiteliana. Até o surgimento da Afrodite de Milo, foi a maior representação feminina da Antiguidade.
Uma cidade conhecida pelo retrato da deusa foi Pompeia. Quando Pompeia foi anexada por Sula ao Império Romano, no ano de 80 a.C., ela passou a chamar-se Colonia Cornelia Veneria Pompeianorum, indicando a importância de Vênus como protetora da cidade. Tal fato explica a enorme quantidade de pinturas, esculturas e grafites espalhados pela região. Um dos mais famosos desses retratos é da deusa acompanhada de Marte (Ares), como Namoro de Marte e Vênus, datado do primeiro quarto do século I d.C..
A Vênus Genetrix mostra Afrodite em seu aspecto mãe: vestida, trazendo um dos seios descobertos, por ser a nutriz universal. A estátua romana de aproximadamente 48 a.C. foi uma homenagem da dinastia júlio-claudiana para a deusa, uma vez que seu ancestral Júlio César dizia ser descendente de Vênus.
Mas em termos de fama, nenhuma supera a Vênus/Afrodite de Milo, descoberta no século XIX em Milos, e que causou controvérsias e fascínio. A fortuna da estátua entre o grande público e os estudiosos tem sido excepcionalmente favorável, comparável à da Mona Lisa, e a ausência dos seus braços continua sendo apontada como um dos fatores principais do fascínio que exerce. Segundo a Oxford Companion to the Body, é possivelmente a estátua mais celebrada na história do nu artístico e a estátua mais conhecida da deusa.

### Renascimento e Idade Contemporânea

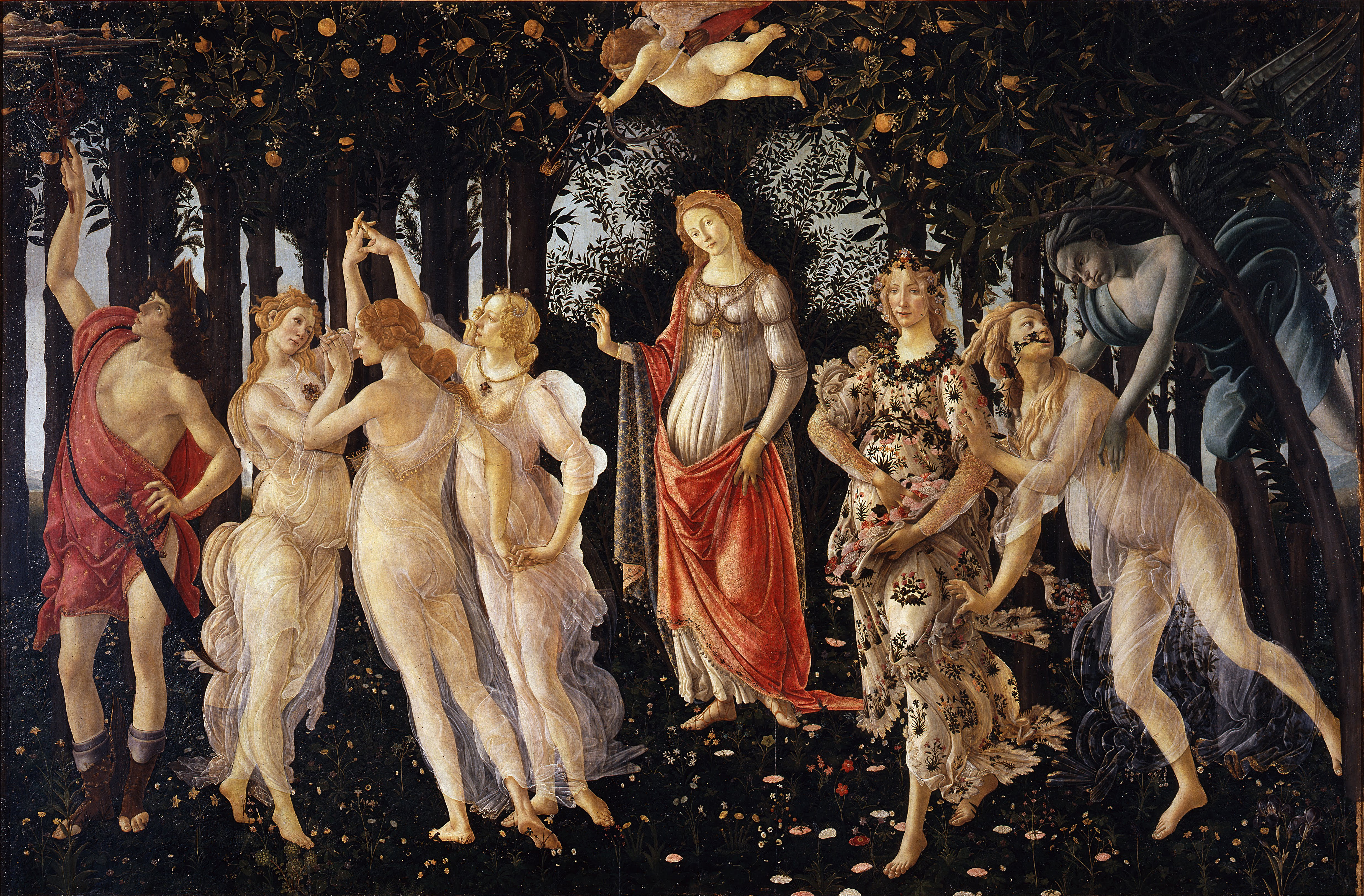
A Primavera, de Sandro Botticelli, 1482, na Galleria degli Uffizi

Com o fim da Idade Média e redescobrimento da mitologia grega no Renascimento, Afrodite voltou a ser comumente representada em pinturas.
Sandro Botticelli, um famoso pintor italiano da época do Renascimento, resolveu ressaltar a presença de Afrodite em suas telas. Seus quadros mais famosos são O Nascimento de Vênus, A Primavera e Vênus e Marte, todos eles tendo a deusa como tema central. No Renascimento, o principal foco dos pintores eram temáticas relacionadas à Bíblia. No entanto, Botticelli resolveu quebrar um pouco esse enfoque cristão, pintando quadros cheios de símbolos pagãos. É claro que, como todos os outros artistas renascentistas, Botticelli também pintou telas com alguns temas bíblicos; mas foram os seus quadros de Afrodite que deram a ele a fama de ser considerado um dos melhores pintores do Renascimento. No centro do quadro A Primavera, vemos Afrodite com a mão direita levemente erguida, como se estivesse abençoando a chegada da primavera. Ela está ali para avivar os campos e iniciar uma nova estação do ano ao semear flores e beleza.
No Renascimento, outro pintor famoso que retratou a deusa foi Ticiano, sendo o quadro mais famoso Vênus e Adônis, de 1560, que mostra Afrodite desesperada. Ela suplica e sujeita-se à humilhação por um beijo de Adônis. O clima de sensualidade criado pela bela vista da Vênus vista da parte traseira (inspirada por uma escultura romana) mal distrai o espectador a partir do fim trágico do conto. Ticiano voltou ao estúdio para a composição, variando-o muitas vezes de meados da década de 1540 até o final de sua vida. Esta versão foi pintada no final de sua carreira e mostra o talento do artista.
Outro pintor da Renascença que retratou a deusa foi Paolo Veronese, com seus ciclos narrativos elaborados, executados em um estilo dramático e colorido, cheio de majestosos cenários arquitetônicos e brilhante pompa. Como Ticiano, em Vênus, Marte e o Amor com o cavalo, ele representa a deusa com o cabelo majestoso, e como é comum nas pinturas, nua, e acompanhada de Eros (Amor/Cupido).
Nos séculos seguintes, os pintores franceses, e notadamente François Boucher, viram no nascimento de Vênus um tema infinitamente gracioso e útil à decoração. O nascimento de Vênus, na escola francesa, era sempre representado com uma multidão de pequenos cupidos pairando nos ares ou escoltando a deusa. Aliás, os pintores franceses seguiram, nesse ponto, as tradições bebidas da Itália. Boucher retratou Afrodite muitas vezes, sendo seus quadros mais famosos: A Visita de Vênus a Vulcano, Triunfo de Vênus e Vênus Consolando Amor.
Peter Paul Rubens, pintor barroco que também representou Vênus, notadamente, pintou uma festa da deusa em Citera. Ninfas, sátiros e faunos dançam em torno da sua estátua, enquanto os Erotes entrelaçam guirlandas de flores e enchem os ares de alegres cadências. Ao fundo, mostrou o pintor o templo da deusa.
Uma representação comum de Afrodite pelos pintores foi com ela olhando ao espelho, já que o espelho é tido como o símbolo da deusa. Diego Velázquez, pintor do barroco, fez um quadro notável desse tipo, intitulado Vênus ao espelho (1647-51), que faz um retrato mundano da deusa. Não a retrata loura, como era comum, e sim morena; e a figura não é tratada como uma deusa, mas simplesmente como uma mulher comum. Peter Paul Rubens, em seu Vênus do espelho (1614-15), mostra a deusa com o seu cabelo tradicionalmente louro. Em contraste com a bela e arredondada forma ideal de Rubens, Velázquez pintou uma figura feminina mais delgada.
Outra notável pintura da deusa ao espelho é a de Ticiano: Vênus com um espelho (1555), uma das mais antigas representações da deusa no banho, acompanhada de seu filho Eros (Cupido).Giorgione foi um pintor renascentista que, séculos antes de Velászquez, fugiu do comum e retratou Vênus morena em Vênus Adormecida (1510), que por sua vez inspirou a Vênus de Urbino (1538) de Ticiano.

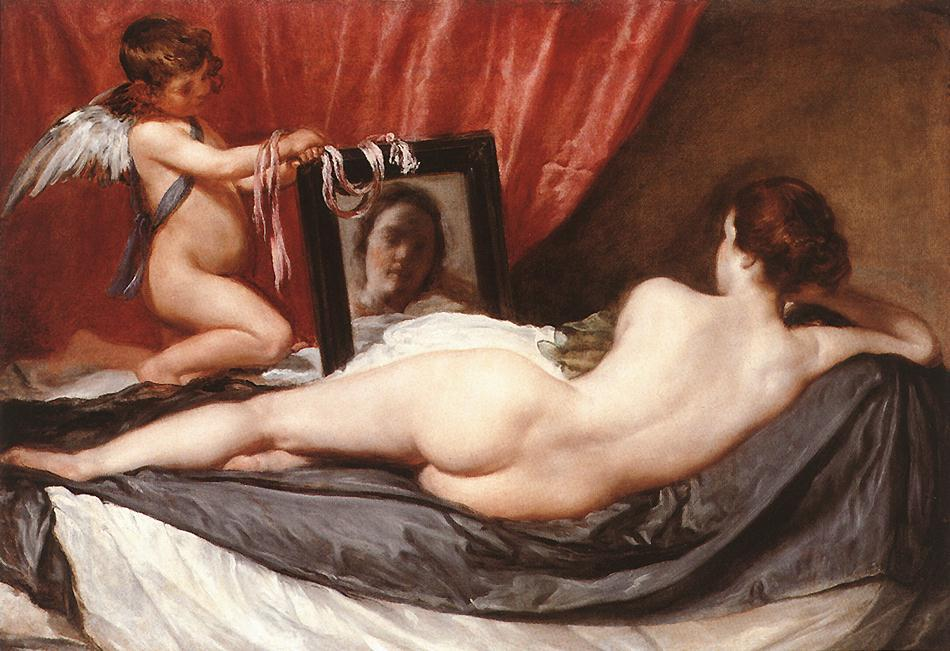
Vênus ao espelho, de Velázquez, 1647-51
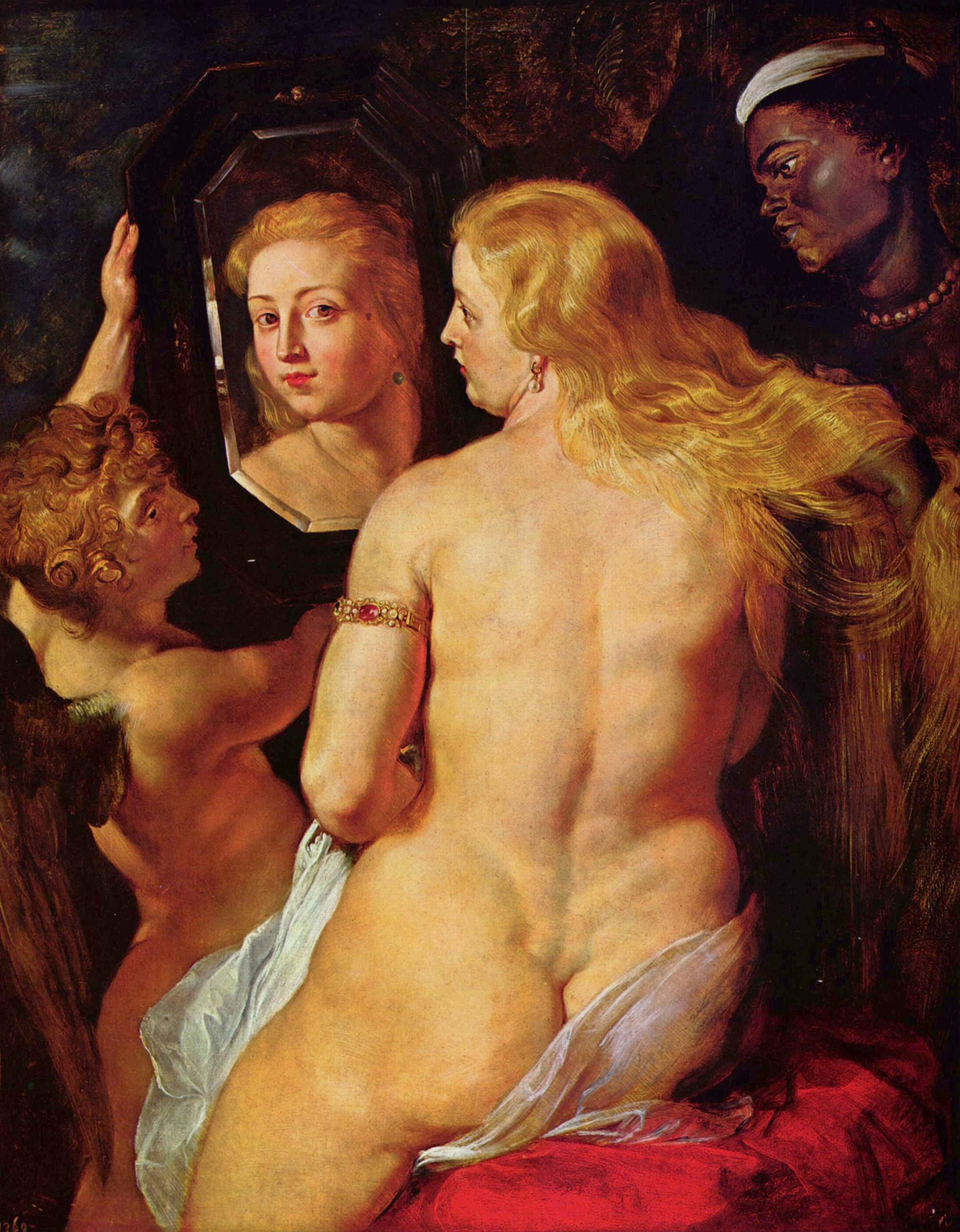
Vênus do espelho, de Rubens, 1614-15
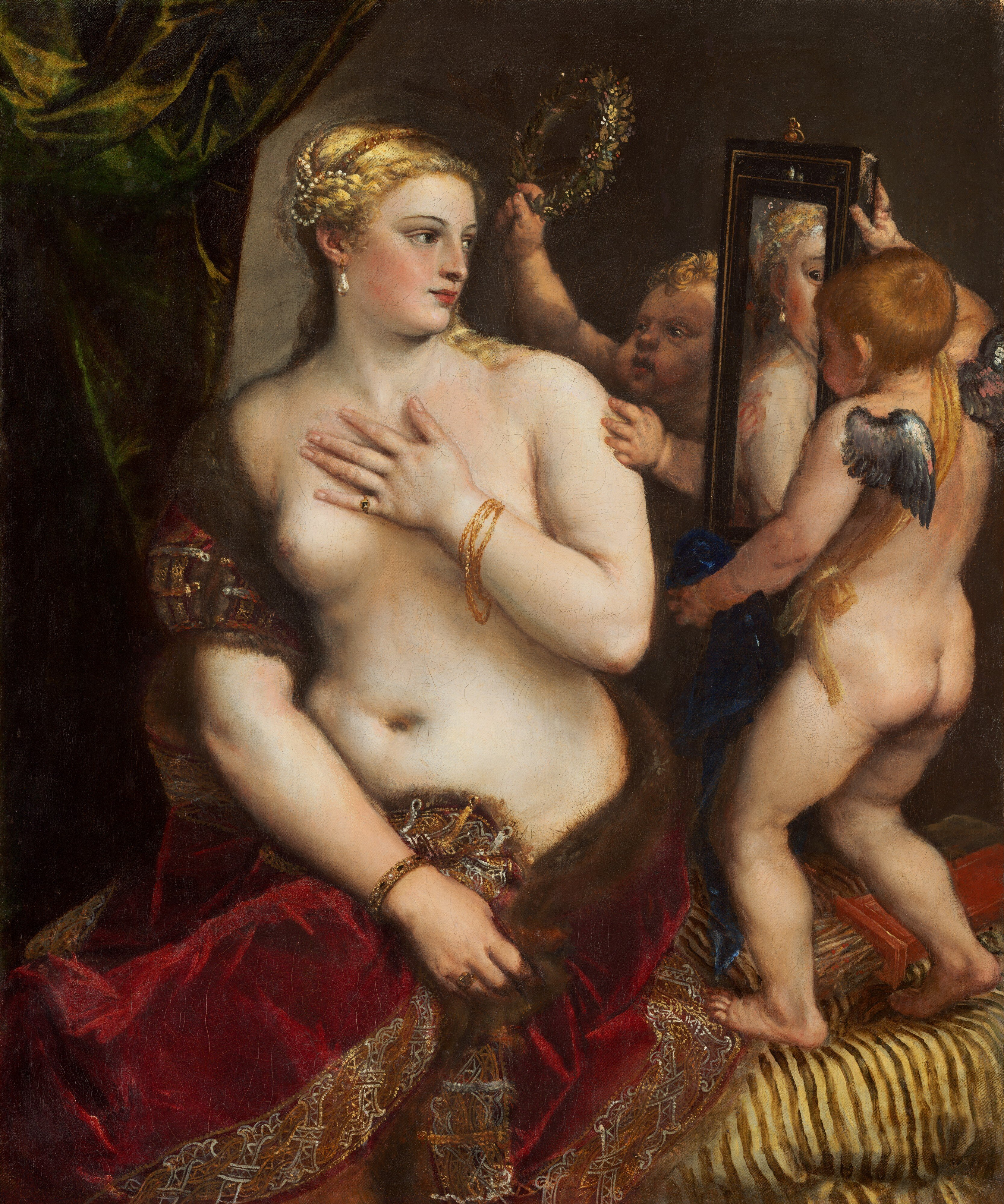
Vênus com um espelho de Ticiano, c. 1555
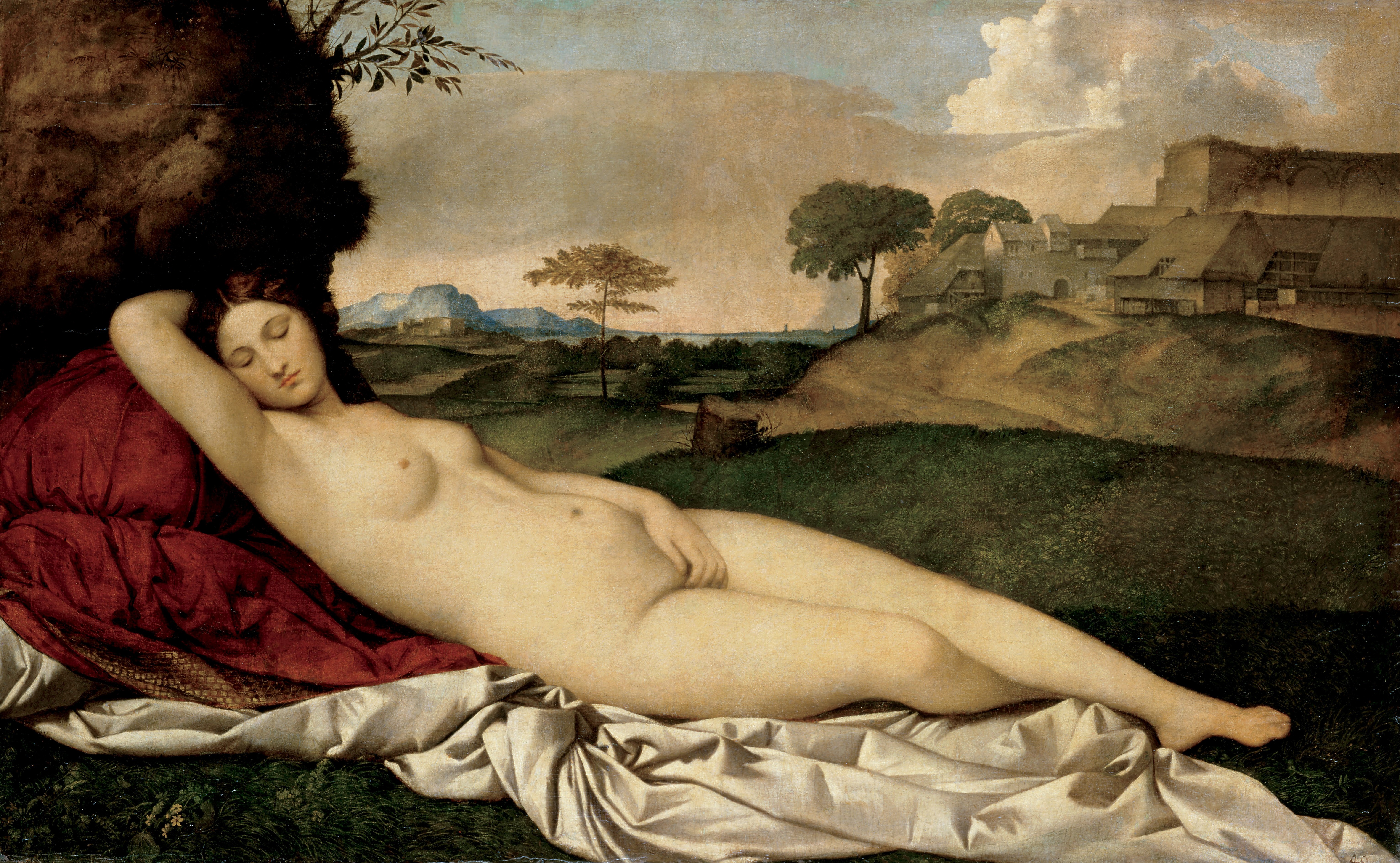
A Vênus Adormecida, de Giorgione, 1510
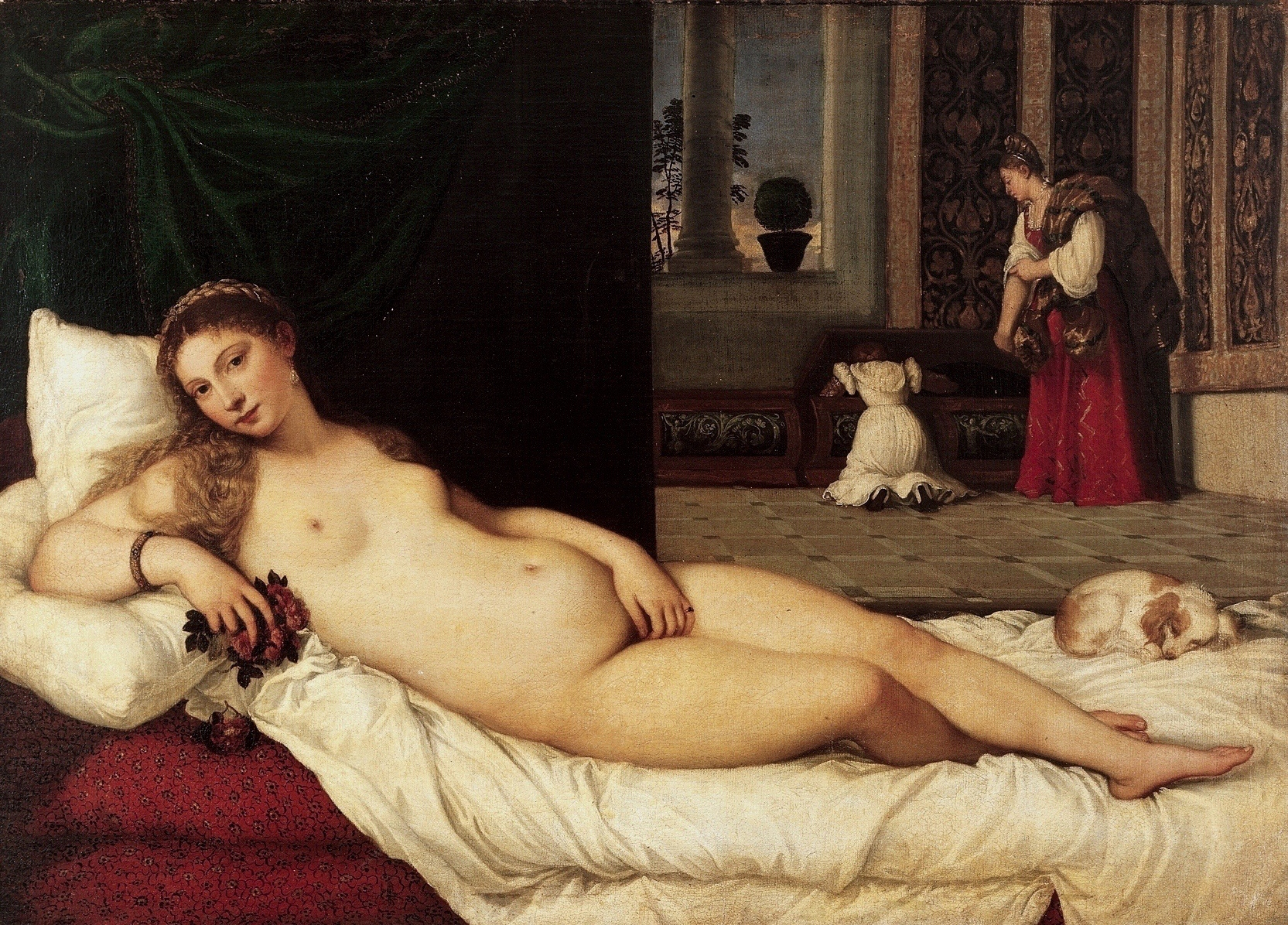
Vênus de Urbino,  de Ticiano, 1538

No neoclassicismo, acreditava-se em um modelo ideal de beleza, herdado da antiguidade clássica - a Beleza era um dom da Grécia e da humanidade. Nesse contexto, Apolo e Afrodite representavam esta beleza ideal. Dominique Ingres, pintor neoclassicista, inspirado pela Vênus de Médici, pintou um dos seus mais famosos quadros, Vênus Anadiômene de 1848, que retrata o nascimento da deusa. A pintura está na galeria abaixo, juntamente com dois outros quadros famosos do neoclassicismo e do romantismo, que retratam o nascimento de Vênus.

Vênus no neoclassicismo
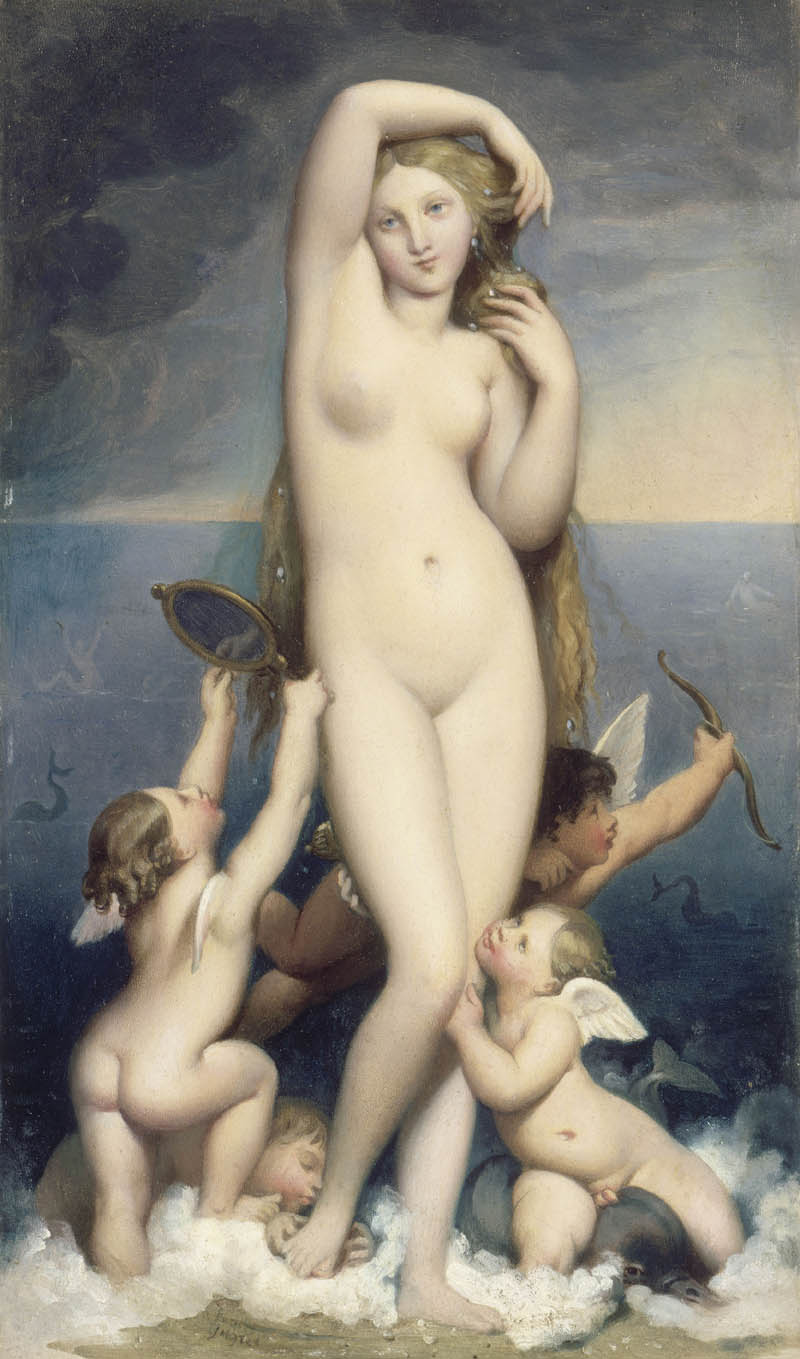
Vênus Anadiômene, por Dominique Ingres, 1848
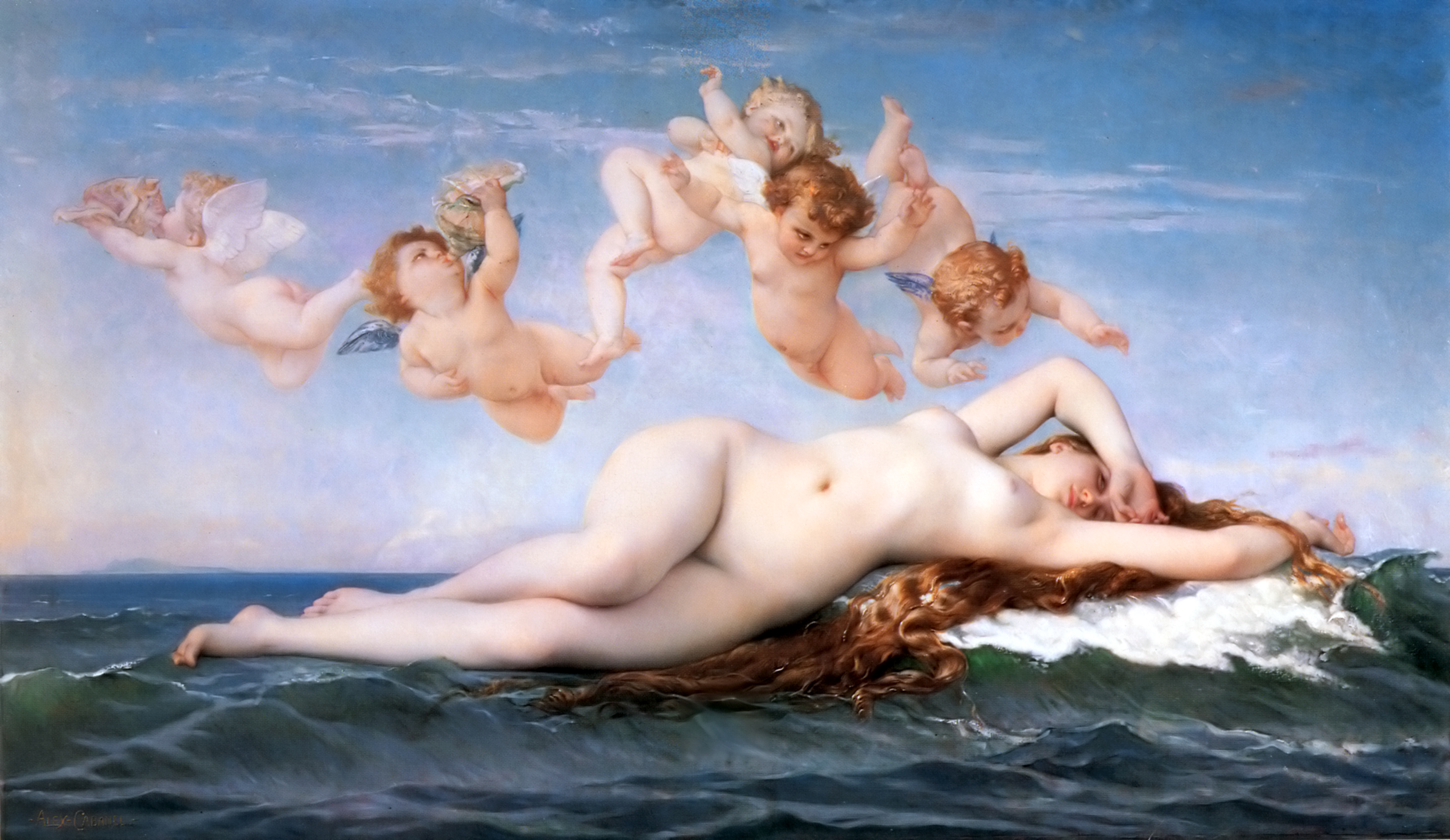
O Nascimento de Venus, por Alexandre Cabanel, 1863
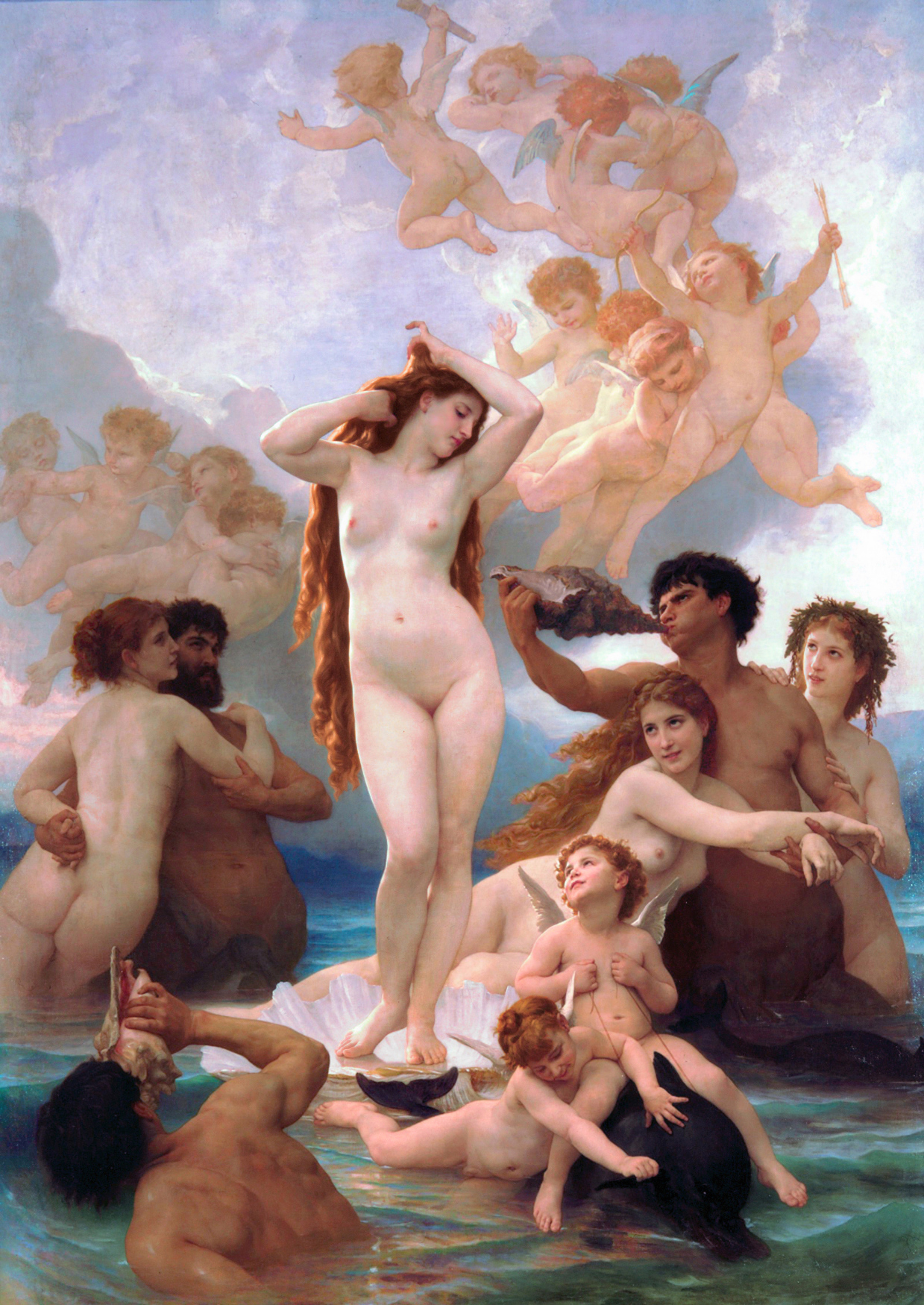
O Nascimento de Venus, por William-Adolphe Bouguereau, 1879

Afrodite foi continuamente retratada por artistas de todo o mundo, sendo um dos mitos mais representados. Segundo alguns autores, o motivo das muitas representações de Afrodite/Vênus é "porque nas pinturas de Afrodite sentimos a força de uma deusa fascinante, certamente porque é a senhora do amor, e em nosso imaginário, não há nada mais belo. Mas antes de tudo, ela é a deusa da beleza, e não há nada mais apaixonante do que a imagem do belo".

## Legado do mito

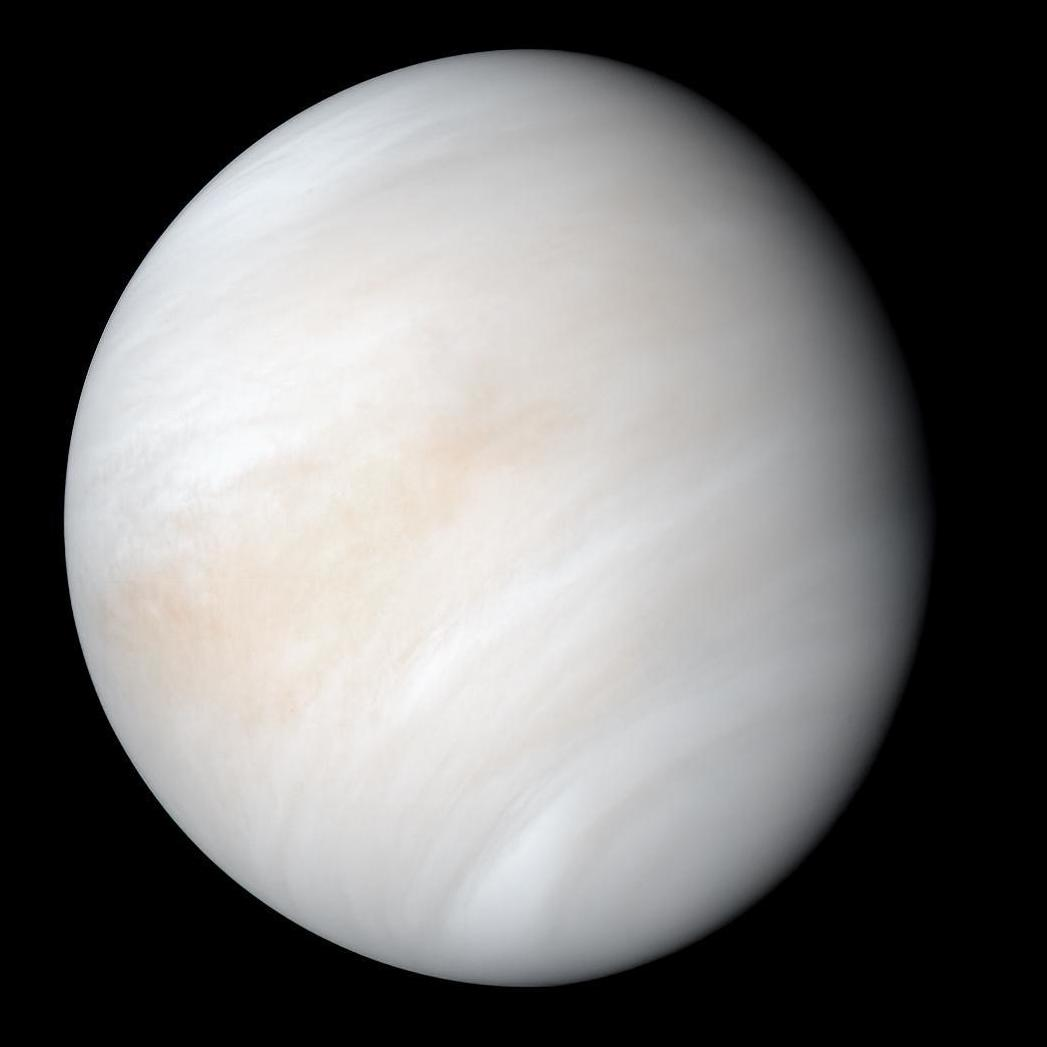
O planeta Vênus
O símbolo de Vênus
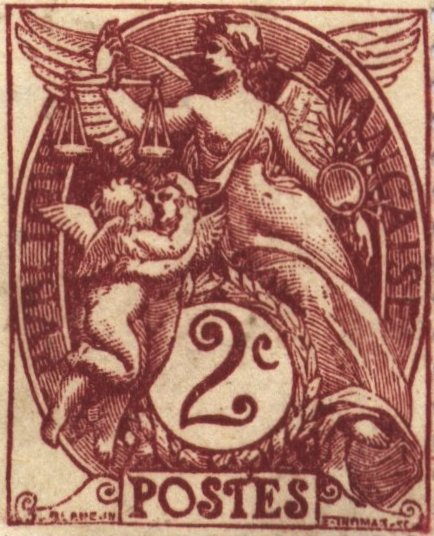
Selo de Blanc, com Afrodite e os Erotes
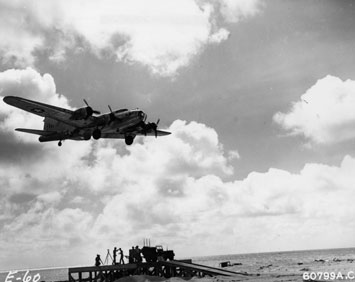
Drone da Operação Afrodite
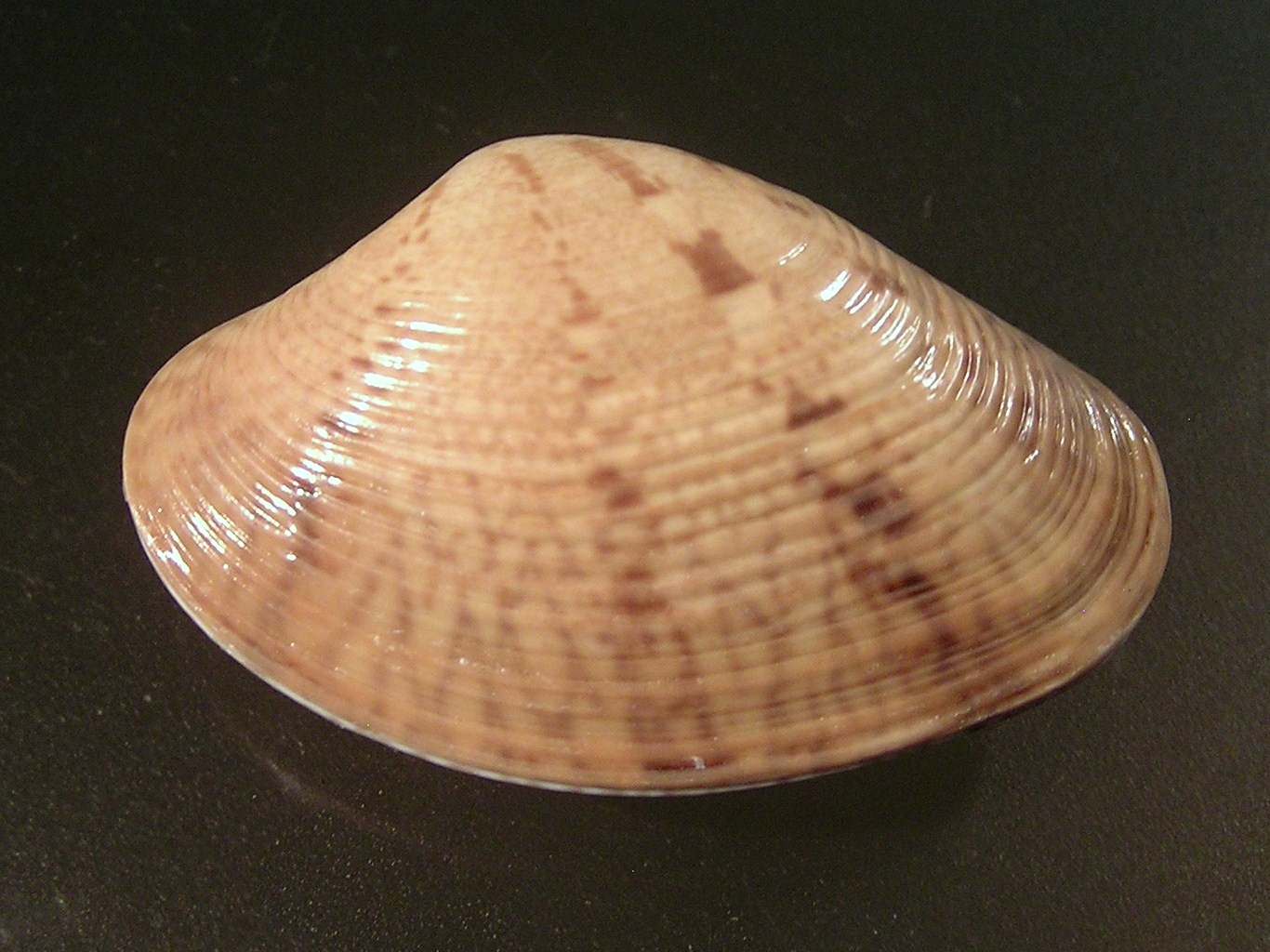
Venus declivis da família Veneridae

Afrodite, assim como os outros deuses da mitologia grega, exerceu influência permanente na cultura: 
- Ao segundo planeta do sistema solar foi dado o nome de Vênus pelos romanos, que identificavam a estrela como sendo a deusa.[15]
- O Símbolo de Vênus é usado na biologia, astronomia e alquimia: um círculo com uma pequena cruz em baixo.[99] Suas origens remontam a espelhos usados desde a antiguidade para representar o espelho da deusa. É o símbolo do cobre na alquimia, do sexo feminino na biologia, do planeta Vênus e da feminilidade.[99]
- Houve muitos selos estampados com imagens de Afrodite. Notavelmente, ela apareceu num selo francês durante três décadas. No selo, ela está acompanhada dos filhos Erotes, e o desenho foi feito pelo pintor francês Paul-Joseph Blanc, para ser usado na França entre 1900-1930.[100]
- Operação Afrodite foi um codinome para um série de experimentos secretos com drones feitos pela Força Aérea do Exército dos EUA durante a Segunda Guerra Mundial.[101]
- Vênus é um gênero de amêijoas pequenas ou grandes que vivem em água salgada, pertencem à família Veneridae e à ordem Veneroida, todos os nomes em homenagem à deusa dados pelos biólogos H. Adams e A. Adams em 1856.[102]
- O 1388 Aphrodite é um asteroide da cintura principal descoberto em 24 de setembro de 1935 por Eugène Delporte, que o batizou com o nome da deusa.[103]
- Aphrodite Glacier é uma geleira de 15 milhas náuticas (28 km) localizada na Antártica; seu nome foi dado pelo comitê UK Antarctic Place-Names para homenagear a deusa.[104]
- Aphrodite Fritillary ou Speyeria aphrodite é uma espécie de borboleta da América do Norte nomeada a partir da deusa por Johan Christian Fabricius em 1787.[105]
- Os Lusíadas, obra poética do escritor Luís Vaz de Camões que conta a história de Portugal, apresenta Vênus como deusa padroeira dos portugueses.[106]

### Cultura popular
- Há uma participação da deusa na série de livros Percy Jackson e os Olimpianos do autor Rick Riordan, Afrodite aparece em algumas passagens e tem como filhas Drew Tanaka e Piper McLean, a qual é fruto de um romance com Tristan McLean.[107]
- Em Xena: Warrior Princess, ela foi uma personagem recorrente interpretada por Alexandra Tydings, que servia de alivio cômico e aliada inusitada de Gabrielle.[108]
- Ela é uma personagem da série de vídeo-games, God of War, aparecendo no primeiro e terceiro título da série. No primeiro jogo ela dá a Kratos, o protagonista, uma das tarefas que ele tem que passar, derrotar Medusa.[109]  No terceiro jogo ela oferece conselhos a ele sobre o arquiteto de Dédalo, e após seduzi-lo volta ao seu ex-marido (Hefesto). Ela é o único deus que Kratos não mata em God of War III.[110]  Foi dublada por Carole Ruggier em God of War I e April Stewart no God of War III.[carece de fontes?]